# Musikjahr 1984
Liste der Musikjahre

◄◄ | ◄ | 1980 | 1981 | 1982 | 1983 | Musikjahr 1984 | 1985 | 1986 | 1987 | 1988 | ► | ►►

Weitere Ereignisse · Country-Musik
Dieser Artikel behandelt das Musikjahr 1984.
Zu den erfolgreichsten Künstlern gehörte Prince. Sein Album Purple Rain stand in den USA von August bis Dezember 21 Wochen auf Platz eins. Die erfolgreichste Single in Deutschland war Big in Japan der deutschen Band Alphaville, die es auch in der Schweiz auf Platz zwei der Jahrescharts brachte.

## Ereignisse

### Populäre Musik und Jazz

Das Album 4630 Bochum von Herbert Grönemeyer

- 11. Januar: Im Vereinigten Königreich kommt es zu einem Skandal um den Song Relax von Frankie Goes to Hollywood, nachdem sich Radiomoderator Mike Read aufgrund des Textes geweigert hatte, diesen zu spielen. Auch die BBC hatte den Titel auf den Index gesetzt, der jedoch kurz darauf Platz eins unter anderem der britischen Charts erreichte.
- 12. Januar: Mit einem Konzert des Sängers Renaud wird in Paris das Zénith, die wichtigste Konzerthalle Frankreichs, eingeweiht.
- 18. Januar: Der US-amerikanische Singer-Songwriter Billy Joel startet in Providence seine An Innocent Man Tour.
- 23. Januar: Michael Jacksons Singleauskopplung zu Thriller – in Europa bereits Ende des Jahres 1983 – wird von einem aufwendigen Musikvideo begleitet. Im deutschen Fernsehen ist es im Januar 1984 in Formel Eins erstmals in voller Länge zu sehen.
- 01. März: Die britische Progressive-Rock-Band Yes startet in Columbus ihre 90125 Tour.
- 01. April: Marvin Gaye wird einen Tag vor seinem 45. Geburtstag von seinem Vater im Verlauf eines Streits erschossen.
- 05. Mai: Die Band Herreys gewinnt in Luxemburg mit dem Lied Diggi-loo Diggi-ley für Schweden die 29. Auflage des Eurovision Song Contest.
- 11. Mai: Mit dem Album 4630 Bochum – dem erfolgreichsten des Jahres in Deutschland – und dem Hit Männer gelingt dem zuvor eher als Schauspieler bekannten Herbert Grönemeyer nun auch als Musiker der Durchbruch.
- 04. Juni: Das Album Born in the U.S.A. von Bruce Springsteen erscheint; es entwickelt sich zu seinem meistverkauften.
- 25. Juni: Prince bringt sein Album Purple Rain heraus, das erfolgreichste Album seiner Karriere, für das er zudem einen Oscar und zwei Grammys erhält. Es ist sein sechstes Studioalbum und der Soundtrack zum gleichnamigen Film.
- 29. Juni: Der US-amerikanische Singer-Songwriter Bruce Springsteen startet in St. Paul seine Born in the U.S.A. Tour.
- 01. August: Stevie Wonder bringt mit I Just Called to Say I Love You einen der Hits des Jahres heraus.
- 19. August: Mike Oldfield startet in Neunkirchen am Brand seine Discovery Tour.
- 24. August: Die britische Rockgruppe Queen startet in Brüssel ihre The Works Tour.
- 14. September: In der Radio City Music Hall in New York City werden erstmals die MTV Video Music Awards verliehen. Die erste Verleihung wurde von Dan Aykroyd und Bette Midler moderiert.
- 27. September: Die britische Synthie-Pop-/Synth-Rock-Band Depeche Mode startet in St Austell ihre Some Great Reward Tour. Die Tour endet nach 81 Konzerten am 30. Juli 1985 in Warschau.
- 29. Oktober: Modern Talking veröffentlicht seine erste und erfolgreichste Single You’re My Heart, You’re My Soul.
- 13. November: Foreigner veröffentlicht die Rockballade I Want to Know What Love Is, die sich weltweit millionenfach verkauft.
- 29. November: Das Projekt Band Aid von Bob Geldof und Midge Ure veröffentlicht die in Reaktion auf eine Reportage von Michael Buerk über die Hungersnot in Äthiopien nur vier Tage zuvor entstandene Benefizsingle Do They Know It’s Christmas?, die weltweit Spitzenpositionen in den Charts erlangt.
- 03. Dezember: Das von George Michael komponierte Stück Last Christmas der Popgruppe Wham!, einer der meistgespielten Popsongs in der Weihnachtszeit, wird bei Epic Records veröffentlicht.
- 15. Dezember: Dieter Thomas Heck moderiert mit der 183. Ausgabe die ZDF-Hitparade zum letzten Mal.

### Klassische Musik und Musiktheater
- 24. März: In Stuttgart feiert die Oper Akhnaten von Philip Glass Premiere.
- 27. März: In London wird das Musical Starlight Express von Andrew Lloyd Webber uraufgeführt.
- 07. August: Die Uraufführung der Oper Un re in ascolto (Ein König horcht) von Luciano Berio findet unter der Leitung von Lorin Maazel am Kleinen Festspielhaus in Salzburg statt. Der Librettist Italo Calvino erscheint nicht zu der Aufführung, da von seinem Entwurf „nur noch der Titel übrig geblieben sei“.
- 25. September: Die Oper Die Gespenstersonate von Aribert Reimann wird in Berlin uraufgeführt.
- 25. September: In Venedig findet die Uraufführung der Oper Prometeo von Luigi Nono statt.
- 01. Oktober: Das am Gendarmenmarkt in Berlin gelegene Schauspielhaus Berlin (heute Konzerthaus Berlin) wird nach 17 Jahren Restaurierung wiedereröffnet.
- 27. Oktober: Das Musical Chess wird erstmals als Konzertversion in London aufgeführt. Etwa zeitgleich erscheint es als Konzeptalbum. Die Musicalpremiere folgt 1986.
- 12. November: Uraufführung von Mouvement (– vor der Erstarrung) von Helmut Lachenmann in Paris durch das Ensemble Intercontemporain unter der Leitung von Peter Eötvös.[1]

### Film und Fernsehen
- 27. Juli: In den USA kommt der Musikfilm Purple Rain mit Prince in der Hauptrolle in die Kinos.
- 26. Oktober: Amadeus von Miloš Forman, die Verfilmung des in London und am Broadway gefeierten Bühnenstücks von Sir Peter Shaffer, kommt in Deutschland in die Kinos. Bei der Oscar-Verleihung 1985 erhält der Film acht Auszeichnungen.
- Der Songschreiber – US-amerikanischer Film von Alan Rudolph
- Madrigal History Tour – sechsteilige Fernsehserie über die Geschichte des Madrigals
- Purple Rain – Musikfilm von Albert Magnoli

## Musikcharts

### Deutschland
| Singles                                       | Position | Alben                          |
| --------------------------------------------- | -------- | ------------------------------ |
|                                               |          |                                |
| Big in Japan Alphaville                       | 1        | 4630 Bochum Herbert Grönemeyer |
| I Just Called to Say I Love You Stevie Wonder | 2        | Man on the Line Chris de Burgh |
| Self Control Laura Branigan                   | 3        | ? (Fragezeichen) Nena          |
| Such a Shame Talk Talk                        | 4        | Can’t Slow Down Lionel Richie  |
| Relax Frankie Goes to Hollywood               | 5        | Thriller Michael Jackson       |
| Jenseits von Eden Nino de Angelo              | 6        | Discovery Mike Oldfield        |
| Send Me an Angel Real Life                    | 7        | Carambolage Peter Maffay       |
| Two Tribes Frankie Goes to Hollywood          | 8        | No Parlez Paul Young           |
| High Energy Evelyn Thomas                     | 9        | Zwesche Salzjebäck un Bier BAP |
| The NeverEnding Story Limahl                  | 10       | The Works Queen                |

Die längsten Nummer-eins-Singles
Lieder, die die meiste Zeit während eines anderen Jahres auf Platz eins der Charts verbrachten, werden hier nicht aufgeführt.
1. Nino de Angelo – Jenseits von Eden (8 Wochen)
2. Laura Branigan – Self Control; Stevie Wonder – I Just Called to Say I Love You (jeweils 6 Wochen)
3. Frankie Goes to Hollywood – Relax (5 Wochen)

Die längsten Nummer-eins-Alben
Alben, die die meiste Zeit während eines anderen Jahres auf Platz eins der Charts verbrachten, werden hier nicht aufgeführt.
1. Sade – Diamond Life; Mike Oldfield – Discovery (jeweils 9 Wochen)
2. Nena – ? (Fragezeichen) (7 Wochen)
3. Paul Young – No Parlez; The Alan Parsons Project – Ammonia Avenue (jeweils 6 Wochen)

Alle Nummer-eins-Hits und die Hits des Jahres

### Österreich
| Singles                                                           | Position | Alben                                    |
| ----------------------------------------------------------------- | -------- | ---------------------------------------- |
|                                                                   |          |                                          |
| Jenseits von Eden Nino de Angelo                                  | 1        | Auf und davon. Rainhard Fendrich         |
| Guardian Angel Masquerade                                         | 2        | The Works Queen                          |
| Fürstenfeld S.T.S.                                                | 3        | Thriller Michael Jackson                 |
| I Want To Break Free Queen                                        | 4        | Überdosis G’fühl S.T.S.                  |
| Self Control Laura Branigan                                       | 5        | Maria Bill                               |
| Islands In The Stream Kenny Rogers & Dolly Parton                 | 6        | ? (Fragezeichen) Nena                    |
| Zu nah am Feuer Stefan Waggershausen & Alice                      | 7        | Der Sinn des Lebens Wolfgang Ambros      |
| To All The Girls I’ve Loved Before Julio Iglesias & Willie Nelson | 8        | Junge Roemer Falco                       |
| I Just Called To Say I Love You Stevie Wonder                     | 9        | Zärtliche Lieder Andy Borg               |
| Weus’d a Herz hast wia a Bergwerk Rainhard Fendrich               | 10       | Cats [Deutsche Originalaufnahme] Musical |

Die längsten Nummer-eins-Singles
Lieder, die die meiste Zeit während eines anderen Jahres auf Platz 1 der Charts verbrachten, werden hier nicht aufgeführt.
1. Masquerade – Guardian Angel (8 Wochen)
2. Laura Branigan – Self Control; S.T.S. – Fürstenfeld (jeweils 7 Wochen)
3. Stevie Wonder – I Just Called to Say I Love You (6 Wochen)

Die längsten Nummer-eins-Alben
Alben, die die meiste Zeit während eines anderen Jahres auf Platz eins der Charts verbrachten, werden hier nicht aufgeführt.
1. Wolfgang Ambros – Der Sinn des Lebens (11 Wochen)
2. S.T.S. – Überdosis G’fühl (9 Wochen)
3. Otto – Hilfe, Otto kommt!; Nena – ? (Fragezeichen) (jeweils 7 Wochen)

Alle Nummer-eins-Hits und die Hits des Jahres

### Schweiz
| Singles                           | Position | Alben                                   |
| --------------------------------- | -------- | --------------------------------------- |
|                                   |          |                                         |
| Self Control Laura Branigan       | 1        | Thriller Michael Jackson                |
| Big in Japan Alphaville           | 2        | Man on the Line Chris de Burgh          |
| Such a Shame Talk Talk            | 3        | The Works Queen                         |
| Jenseits von Eden Nino de Angelo  | 4        | ? (Fragezeichen) Nena                   |
| Hello Lionel Richie               | 5        | Discovery Mike Oldfield                 |
| Relax Frankie Goes to Hollywood   | 6        | Private Dancer Tina Turner              |
| I Want to Break Free Queen        | 7        | Can’t Slow Down Lionel Richie           |
| Wake Me Up Before You Go-Go Wham! | 8        | Ammonia Avenue The Alan Parsons Project |
| Careless Whisper George Michael   | 9        | Footloose (Soundtrack)                  |
| Self Control Raf                  | 10       | Diamond Life Sade                       |

Die längsten Nummer-eins-Singles
Lieder, die die meiste Zeit während eines anderen Jahres auf Platz 1 der Charts verbrachten, werden hier nicht aufgeführt.
1. Laura Branigan – Self Control (8 Wochen)
2. Frankie Goes to Hollywood – Relax (6 Wochen)
3. Nino de Angelo – Jenseits von Eden; Lionel Richie – Hello; Talk Talk – Such a Shame; Jermaine Jackson & Pia Zadora – When the Rain Begins to Fall (jeweils 5 Wochen)

Die längsten Nummer-eins-Alben
Alben, die die meiste Zeit während eines anderen Jahres auf Platz eins der Charts verbrachten, werden hier nicht aufgeführt.
1. Mike Oldfield – Discovery (9 Wochen)
2. Sade – Diamond Life (8 Wochen)
3. The Alan Parsons Project – Ammonia Avenue (7 Wochen)

Alle Nummer-eins-Hits und die Hits des Jahres

### Vereinigtes Königreich
| Singles                                       | Position | Alben                                                                      |
| --------------------------------------------- | -------- | -------------------------------------------------------------------------- |
|                                               |          |                                                                            |
| Do They Know It’s Christmas? Band Aid         | 1        | Can’t Slow Down Lionel Richie                                              |
| I Just Called to Say I Love You Stevie Wonder | 2        | The Hits Album/The Hits Tape - 32 Original Hits (Verschiedene Interpreten) |
| Relax Frankie Goes to Hollywood               | 3        | Legend Bob Marley & the Wailers                                            |
| Two Tribes Frankie Goes to Hollywood          | 4        | Make It Big Wham!                                                          |
| Careless Whisper George Michael & Wham!       | 5        | Now, That’s What I Call Music 3 (Verschiedene Interpreten)                 |
| Last Christmas / Everything She Wants Wham!   | 6        | Thriller Michael Jackson                                                   |
| Hello Lionel Richie                           | 7        | Diamond Life Sade                                                          |
| Agadoo Black Lace                             | 8        | Welcome to the Pleasuredome Frankie Goes to Hollywood                      |
| Freedom Wham!                                 | 9        | An Innocent Man Billy Joel                                                 |
| Ghostbusters Ray Parker, Jr.                  | 10       | Now, That’s What I Call Music 4 (Verschiedene Interpreten)                 |

Die längsten Nummer-eins-Singles
Lieder, die die meiste Zeit während eines anderen Jahres auf Platz 1 der Charts verbrachten, werden hier nicht aufgeführt.
1. Frankie Goes to Hollywood – Two Tribes (9 Wochen)
2. Lionel Richie – Hello; Stevie Wonder – I Just Called to Say I Love You (jeweils 6 Wochen)
3. Frankie Goes to Hollywood – Relax (5 Wochen)

Die längsten Nummer-eins-Alben
Alben, die die meiste Zeit während eines anderen Jahres auf Platz eins der Charts verbrachten, werden hier nicht aufgeführt.
1. Bob Marley & the Wailers – Legend (12 Wochen)
2. (Verschiedene Interpreten) – Now, That’s What I Call Music 3 (8 Wochen)
3. (Verschiedene Interpreten) – Now, That’s What I Call Music 2; (Verschiedene Interpreten) – The Hits Album/The Hits Tape - 32 Original Hits (jeweils 5 Wochen)

Alle Nummer-eins-Hits und die Hits des Jahres

### Vereinigte Staaten
Die längsten Nummer-eins-Singles
Lieder, die die meiste Zeit während eines anderen Jahres auf Platz 1 der Charts verbrachten, werden hier nicht aufgeführt.
1. Van Halen – Jump; Prince and The Revolution – When Doves Cry (jeweils 5 Wochen)
2. Paul McCartney & Michael Jackson – Say Say Say; Culture Club – Karma Chameleon; Kenny Loggins – Footloose; Phil Collins – Against All Odds (Take a Look at Me Now); Ray Parker, Jr. – Ghostbusters; Tina Turner – What’s Love Got to Do with It; Stevie Wonder – I Just Called to Say I Love You; Wham! – Wake Me Up Before You Go-Go (jeweils 3 Wochen)

Alle weiteren Lieder waren entweder eine oder zwei Wochen auf Platz 1 gelistet.
Die längsten Nummer-eins-Alben
Alben, die die meiste Zeit während eines anderen Jahres auf Platz eins der Charts verbrachten, werden hier nicht aufgeführt.
1. Prince and The Revolution – Purple Rain (21 Wochen)
2. Michael Jackson – Thriller (16 Wochen)
3. Original Motion Picture Soundtrack – Footloose (10 Wochen)

Alle Nummer-eins-Hits und die Hits des Jahres

### Charts in weiteren Ländern
Siehe auch: Nummer-eins-Hits 1984 in  Australien, Belgien, Dänemark, Deutschland, Finnland, Frankreich, Irland, Italien, Japan, Kanada, Neuseeland, den Niederlanden, Norwegen, Österreich, Schweden, der Schweiz, Spanien, den Vereinigten Staaten und im Vereinigten Königreich.

## Musikpreise und Ehrungen

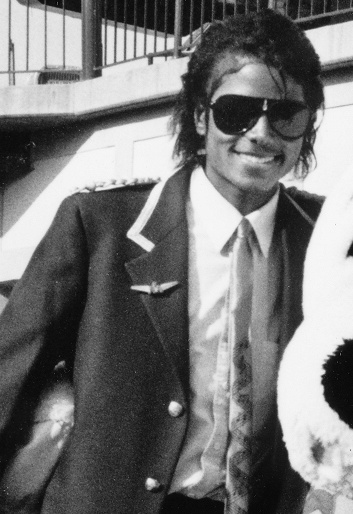
Michael Jackson, hier im April 1984, triumphierte bei der Grammy-Verleihung

### Grammy Awards 1984
Single des Jahres (Record of the Year):
- Beat It von Michael Jackson

Album des Jahres (Album of the Year):
- Thriller von Michael Jackson

Song des Jahres (Song of the Year):
- Every Breath You Take von The Police (Autor: Gordon Sumner)

Bester neuer Künstler (Best New Artist):
- Culture Club

### Oscar 1984

#### Beste adaptierte Filmmusik
Alan Bergman, Marilyn Bergman, Michel Legrand – Yentl
Elmer Bernstein – Die Glücksritter (Trading Places)
Lalo Schifrin – Zwei ausgekochte Gauner (The Sting II)

#### Beste Original-Filmmusik
Bill Conti – Der Stoff, aus dem die Helden sind (The Right Stuff) 
Jerry Goldsmith – Under Fire
Michael Gore – Zeit der Zärtlichkeit (Terms of Endearment)
Leonard Rosenman – Cross Creek
John Williams – Die Rückkehr der Jedi-Ritter (Star Wars: Episode VI – Return of the Jedi)

#### Bester Filmsong
Flashdance … What a Feeling aus Flashdance – Irene Cara, Keith Forsey, Giorgio Moroder
Maniac aus Flashdance – Dennis Matkosky, Michael Sembello
Over You aus Comeback der Liebe (Tender Mercies) – Bobby Hart, Austin Roberts
Papa, Can You Hear Me? aus Yentl – Alan Bergman, Marilyn Bergman, Michel Legrand
The Way He Makes Me Feel aus Yentl – Alan Bergman, Marilyn Bergman, Michel Legrand

#### Bester Tonschnitt
Jay Boekelheide – Der Stoff, aus dem die Helden sind (The Right Stuff) 
Ben Burtt – Die Rückkehr der Jedi-Ritter (Star Wars: Episode VI – Return of the Jedi)

#### Beste Tonmischung
Mark Berger, David MacMillan, Thomas Scott, Randy Thom – Der Stoff, aus dem die Helden sind (The Right Stuff)
James R. Alexander, Rick Kline, Donald O. Mitchell, Kevin O’Connell – Zeit der Zärtlichkeit (Terms of Endearment)
Todd Boekelheide, David Parker, Alan Splet, Randy Thom – Wenn die Wölfe heulen (Never Cry Wolf)
Willie D. Burton, Carlos DeLarios, Michael J. Kohut, Aaron Rochin – WarGames – Kriegsspiele (WarGames)
Ben Burtt, Tony Dawe, Gary Summers, Randy Thom – Die Rückkehr der Jedi-Ritter (Star Wars: Episode VI – Return of the Jedi)

### Musikwettbewerbe
Eurovision Song Contest
1. Herrey’s: Diggi-loo Diggi-ley
2. Linda Martin: Terminal 3
3. Bravo: Lady, Lady
4. Hot Eyes: Det’ lige det
5. Jacques Zegers: Avanti la vie

## Jahresbestenlisten

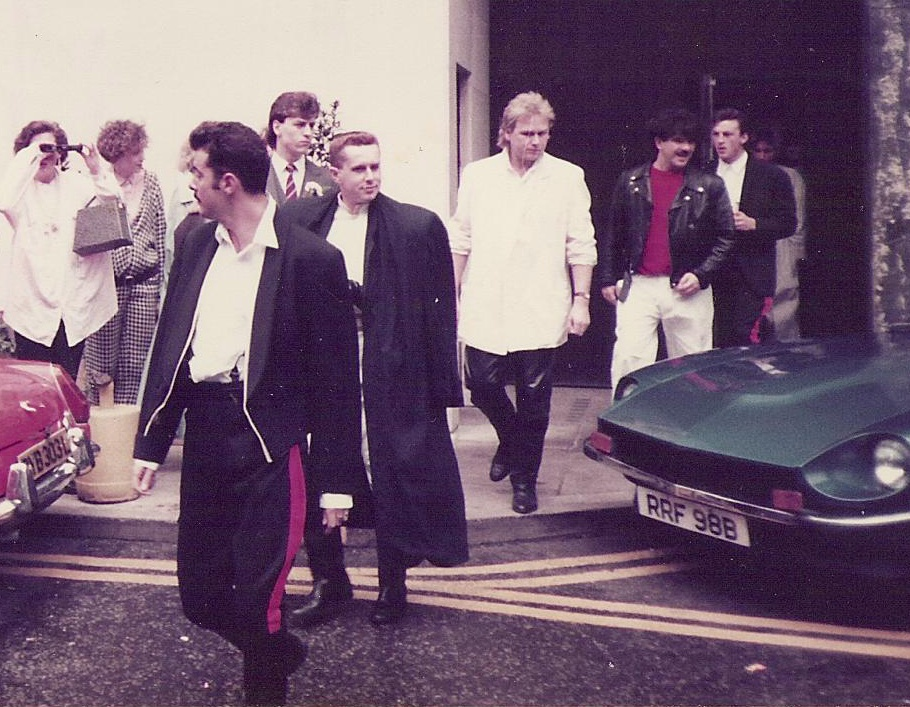
Frankie Goes to Hollywood (hier 1985) sorgten mit ihrem Song Relax für einen Skandal

### Rolling Stone
1. Prince and The Revolution – When Doves Cry
2. Madonna – Borderline
3. Chaka Khan – I Feel for You
4. Prince and The Revolution – Let’s Go Crazy
5. Michael Jackson – Thriller
6. Cyndi Lauper – Time After Time
7. Don Henley – The Boys of Summer
8. Prince and The Revolution – Purple Rain
9. Bruce Springsteen – Born in the U.S.A.
10. Sheila E. – The Glamorous Life

### Spex
1. Frankie Goes to Hollywood – Relax
2. The Special AKA – Free Nelson Mandela
3. Nick Cave & The Bad Seeds – In the Ghetto
4. The Style Council – My Ever Changing Moods
5. George McCrae – One Step Closer
6. The Style Council – Shout to the Top
7. Sister Sledge – Lost in Music
8. Chaka Khan – I Feel for You
9. Evelyn Thomas – High Energy
10. Working Week – Storm of Light

### Popkultur.de
1. Frankie Goes to Hollywood – Relax
2. Nino de Angelo – Jenseits von Eden
3. Pat Benatar – Love Is a Battlefield
4. George Michael – Careless Whisper
5. Real Life – Send Me an Angel
6. Van Halen – Jump
7. Cyndi Lauper – Girls Just Want to Have Fun
8. Alphaville – Big in Japan
9. Prince and The Revolution – When Doves Cry
10. Evelyn Thomas – High Energy

## Ersterscheinungen
- Blues & Rhythm – britisches Magazin, das sich mit allen Aspekten der Blues- und Gospelmusik beschäftigt

## Erstveranstaltungen
- In Ost-Berlin findet erstmals der Berliner Rocksommer statt.
- Die Zeus-Newcomer-Show hält mit 30 Newcomer-Bands in zwölf Städten Konzerte ab.

## Gründungen und Auflösungen

### Gründungen
- Backstreet Girls – norwegische Rockband aus Oslo
- Blind Guardian, anfangs unter dem Namen Lucifer’s Heritage – deutsche Metal-Band aus Krefeld
- Deep Purple (Wiedergründung) – britische Rockband
- Fatal Flowers – niederländische Blues-Rock-Band
- Helloween – deutsche Power-Metal-Band aus Hamburg
- Iced Earth, anfangs unter dem Namen Purgatory – US-amerikanische Metal-Band
- Ioculatores – deutsches Ensemble der Mittelalter-Musik aus Leipzig
- Kammerorchester arcata stuttgart – deutsches Kammerorchester mit Sitz in Stuttgart
- Modern Talking – deutsche Popband
- New Kids on the Block – US-amerikanische Band
- OGAE – Zusammenschluss von 42 Fanclubs des Eurovision Song Contest
- Reichlich weiblich – deutsche Frauen-Band in Bigband-Besetzung
- Solmania – Japanoise-Projekt aus Osaka
- Soundgarden – US-amerikanische Grunge-Rockband
- Stratovarius, anfangs unter dem Namen Black Water – finnische Power-Metal-Band
- The Railway Children – englische Indie-Pop- und New-Wave-Band

### Auflösungen
- Eye to Eye – britisch-amerikanisches Popduo
- Intimspray – österreichisch-englische Politpunk-New Wave Band

## Neuveröffentlichungen (Auswahl)

### Lieder und Kompositionen
| Lied                                                      | Text                                                 | Musik                                                | Erstinterpret                     | Label                                                 | Veröffentlichung   | Genre                               | Album                                          | Weitere Informationen |
| --------------------------------------------------------- | ---------------------------------------------------- | ---------------------------------------------------- | --------------------------------- | ----------------------------------------------------- | ------------------ | ----------------------------------- | ---------------------------------------------- | --------------------- |
| (Forgive Me) My Little Flower Princess                    | John Lennon                                          | John Lennon                                          | John Lennon                       | Polydor, Capitol Records                              | 23. Januar 1984    | Reggae                              | Milk and Honey                                 |                       |
| Be My Number Two                                          | Joe Jackson                                          | Joe Jackson                                          | Joe Jackson                       | A&M Records                                           | Januar 1984        | Pop                                 | Body and Soul                                  |                       |
| Bochum                                                    | Herbert Grönemeyer                                   | Herbert Grönemeyer                                   | Herbert Grönemeyer                | Electrola                                             | 11. Mai 1984       | Rock                                | 4630 Bochum                                    |                       |
| Borrowed Time                                             | John Lennon                                          | John Lennon                                          | John Lennon                       | Polydor, Capitol Records                              | 23. Januar 1984    | Pop                                 | Milk and Honey                                 |                       |
| Drei Jahre lang                                           | Michael Kunze, Harald Steinhauer                     | Michael Kunze, Harald Steinhauer                     | Juliane Werding                   | WEA Records                                           | 24. Juli 1984      | Schlager                            | Ohne Angst                                     |                       |
| Do They Know It’s Christmas?                              | Bob Geldof                                           | Midge Ure                                            | Band Aid                          | Phonogram                                             | 29. November 1984  | Pop                                 |                                                |                       |
| Étude                                                     |                                                      | Francisco Tárrega                                    | Mike Oldfield                     | Virgin Records                                        | 26. November 1984  | Folktronica, Weltmusik, Neoklassik  | The Killing Fields                             |                       |
| Excellent Birds                                           | Laurie Anderson, Peter Gabriel                       | Laurie Anderson, Peter Gabriel                       | Laurie Anderson                   | Warner Bros. Records                                  | 14. Februar 1984   | Artrock                             | Mister Heartbreak                              |                       |
| Feuerwerk                                                 | Stephan Remmler, Karl Johannes Schindler             | Stephan Remmler, Karl Johannes Schindler             | Stephan & Nina                    |                                                       | 1984               | Pop                                 |                                                |                       |
| Geh’ nicht in die Stadt (heut’ Nacht)                     | Michael Kunze, Harald Steinhauer                     | Michael Kunze, Harald Steinhauer                     | Juliane Werding                   | WEA Records                                           | Januar 1984        | Schlager                            | Ohne Angst                                     |                       |
| God Bless the U.S.A.                                      | Lee Greenwood                                        | Lee Greenwood                                        | Lee Greenwood                     | MCA Nashville                                         | 21. Mai 1984       | Countrymusik                        | You’ve Got a Good Love Comin’                  |                       |
| Grow Old with Me                                          | John Lennon                                          | John Lennon                                          | John Lennon                       | Polydor, Capitol Records                              | 23. Januar 1984    | Pop                                 | Milk and Honey                                 |                       |
| Hallelujah (Leonard-Cohen-Lied)                           | Leonard Cohen                                        | Leonard Cohen                                        | Leonard Cohen                     | Columbia Records                                      | Dezember 1984      | Folk-Rock                           | Various Positions                              |                       |
| Happy Ending                                              | Joe Jackson                                          | Joe Jackson                                          | Joe Jackson                       | A&M Records                                           | 20. April 1984     | Pop                                 | Body and Soul                                  |                       |
| I Don’t Wanna Face It                                     | John Lennon                                          | John Lennon                                          | John Lennon                       | Polydor, Capitol Records                              | 23. Januar 1984    | Rock                                | Milk and Honey                                 |                       |
| I’m Stepping Out                                          | John Lennon                                          | John Lennon                                          | John Lennon                       | Polydor, Capitol Records                              | 23. Januar 1984    | Pop                                 | Milk and Honey                                 |                       |
| Last Christmas                                            | George Michael                                       | George Michael                                       | Wham!                             | Epic Records                                          | 3. Dezember 1984   | Synthiepop                          | The Final / Music from the Edge of Heaven      | Weihnachtslied        |
| Love Kills                                                | Freddie Mercury, Giorgio Moroder                     | Freddie Mercury, Giorgio Moroder                     | Freddie Mercury                   | Columbia Records                                      | 10. September 1984 | Synthiepop                          | Metropolis: Original Motion Picture Soundtrack |                       |
| No More Lonely Nights                                     | Paul McCartney                                       | Paul McCartney                                       | Paul McCartney                    | - Parlophone/EMI (UK) - Columbia Records (USA/Kanada) | 24. September 1984 | Pop                                 | Give My Regards to Broad Street                |                       |
| Nobody Told Me                                            | John Lennon                                          | John Lennon                                          | John Lennon                       | Polydor, Capitol Records                              | 6. Januar 1984     | Pop                                 | Milk and Honey                                 |                       |
| Pfüati Gott Elisabeth                                     | Günther Sigl                                         | Günther Sigl                                         | Spider Murphy Gang                |                                                       | Januar 1984        | Rock                                | Scharf wia Peperoni                            |                       |
| Pure Lust am Leben                                        | Geier Sturzflug                                      | Geier Sturzflug                                      | Geier Sturzflug                   | Ariola                                                | 6. Februar 1984    | Neue Deutsche Welle                 |                                                |                       |
| Samstag Nacht                                             | Howard Carpendale, Irma Holder, Joachim Horn-Bernges | Howard Carpendale, Irma Holder, Joachim Horn-Bernges | Howard Carpendale                 | EMI                                                   | September 1984     | Schlager                            | Howard Carpendale 84                           |                       |
| So Bad                                                    | Paul McCartney                                       | Paul McCartney                                       | Paul McCartney                    | Parlophone/EMI (UK) und Columbia Records (USA/Kanada) | 5. Dezember 1984   | Pop                                 | Pipes of Peace                                 |                       |
| Still Loving You                                          | Klaus Meine, Rudolf Schenker                         | Klaus Meine, Rudolf Schenker                         | Scorpions                         | Mercury Records • Harvest Records                     | 27. März 1984      | Rock                                | Love at First Sting                            |                       |
| To France                                                 | Mike Oldfield                                        | Mike Oldfield                                        | Mike Oldfield feat. Maggie Reilly | Virgin Records                                        | 18. Juni 1984      | Europop, Folkrock                   | Discovery                                      |                       |
| Tricks of the Light                                       | Mike Oldfield                                        | Mike Oldfield                                        | Mike Oldfield                     | Virgin Records                                        | 25. Juni 1984      | Pop, Rock                           | Discovery                                      |                       |
| Walk Through the Fire                                     | Peter Gabriel                                        | Peter Gabriel                                        | Peter Gabriel                     | Atlantic Records, Virgin Records                      | 28. Mai 1984       | Artrock, Popmusik, Progressive Rock | Gegen jede Chance (O.S.T)                      |                       |
| Walking on the Chinese Wall                               | Billie Hughes, Roxanne Seeman                        | Billie Hughes, Roxanne Seeman                        | Philip Bailey                     | Columbia Records                                      | Oktober 1984       | Pop                                 | Chinese Wall                                   |                       |
| We All Stand Together                                     | Paul McCartney                                       | Paul McCartney                                       | Paul McCartney                    |                                                       | 12. November 1984  | Pop                                 | All the Best!                                  |                       |
| You Can’t Get What You Want (Till You Know What You Want) | Joe Jackson                                          | Joe Jackson                                          | Joe Jackson                       | A&M Records                                           | 1984               | Pop                                 | Body and Soul                                  |                       |
| You’re My Heart, You’re My Soul                           | Dieter Bohlen                                        | Dieter Bohlen                                        | Modern Talking                    | Hansa 106 884                                         | 29. Oktober 1984   | Synthiepop, Euro Disco              |                                                |                       |

### Alben
| Album                      | Interpret                           | Label                                                      | Veröffentlichung   | Genre                                                          | Weitere Informationen |
| -------------------------- | ----------------------------------- | ---------------------------------------------------------- | ------------------ | -------------------------------------------------------------- | --------------------- |
| ? (Fragezeichen)           | Nena                                | CBS                                                        | 27. Januar 1984    | Pop                                                            |                       |
| ’74 Jailbreak              | AC/DC                               | Atlantic Records                                           | 18. Oktober 1984   | Hard Rock                                                      | EP                    |
| 99 Luftballons             | Nena                                | CBS, Epic Records                                          | 9. April 1984      | Pop                                                            | Kompilation           |
| 1984                       | Van Halen                           | Warner Bros.                                               | 9. Januar 1984     | Hard Rock                                                      |                       |
| 4630 Bochum                | Herbert Grönemeyer                  | EMI                                                        | 11. Mai 1984       | Rock                                                           |                       |
| Agent Provocateur          | Foreigner                           | Atlantic Records                                           | 7. Dezember 1984   | Hard Rock, Adult Oriented Rock                                 |                       |
| Alchemy: Dire Straits Live | Dire Straits                        | Vertigo Records                                            | 13. März 1984      | Rock                                                           |                       |
| Animalize                  | Kiss                                | Mercury Records                                            | 13. September 1984 | Hard Rock, Glam Metal                                          |                       |
| At War with Satan          | Venom                               | Neat Records                                               | 16. April 1984     | Speed Metal, Thrash Metal, Black Metal                         |                       |
| Bon Jovi                   | Bon Jovi                            | Mercury Records                                            | 21. Januar 1984    | Hard Rock                                                      | Debütalbum            |
| Born in the U.S.A.         | Bruce Springsteen                   | Columbia Records                                           | 4. Juni 1984       | Heartland Rock, AOR, Pop-Rock                                  |                       |
| Celestial Love             | Sun Ra and His Outer Space Arkestra | El Saturn Records                                          | 1984               | Jazz                                                           |                       |
| Changes                    | Keith Jarrett                       | ECM Records                                                | 1984               | Jazz                                                           |                       |
| Children’s Songs           | Chick Corea                         | ECM Records                                                | April 1984         | Jazz                                                           |                       |
| Crusader                   | Saxon                               | Carrere Records                                            | 30. Januar 1984    | Heavy Metal                                                    |                       |
| Debil                      | Die Ärzte                           | CBS Schallplatten GmbH                                     | November 1984      | Punkrock                                                       | Debütalbum            |
| Der nette Mann             | Böhse Onkelz                        | Rock-O-Rama Records                                        | Mai 1984           | Oi!, Hard Rock                                                 | Debütalbum            |
| Der Sinn des Lebens        | Wolfgang Ambros                     | Atom Records                                               | September 1984     | Pop-Rock                                                       |                       |
| Die Sonne so rot           | Marius Müller-Westernhagen          | WEA Records                                                | 20. Dezember 1984  | Pop, Deutschrock                                               |                       |
| Discovery                  | Mike Oldfield                       | Virgin Records                                             | 25. Juni 1984      | Progressive Rock                                               |                       |
| Hail to England            | Manowar                             | Music for Nations                                          | 4. Februar 1984    | True Metal                                                     |                       |
| Herzschlag einer Stadt     | Münchener Freiheit                  | Columbia Records                                           | 9. November 1984   | Pop-Rock                                                       |                       |
| Infinity                   | Khan Jamal                          | Jambrio, Stash Records                                     | 1984               | Jazz                                                           |                       |
| It’s My Life               | Talk Talk                           | EMI Records                                                | Februar 1984       | Synthie-Pop, New Wave                                          |                       |
| Jenseits von Eden          | Nino de Angelo                      | Polydor                                                    | Januar 1984        | Schlager                                                       |                       |
| Junge Roemer               | Falco                               | GIG Records                                                | April 1984         | Pop, Rock, Funk                                                |                       |
| Like a Virgin              | Madonna                             | Sire Records, Warner Brothers Records                      | 12. November 1984  | Pop                                                            |                       |
| Live at Sweet Basil        | Gil Evans                           | Gramavision Records                                        | 1984               | Jazz                                                           |                       |
| Live Undead                | Slayer                              | Metal Blade Records                                        | 16. November 1984  | Thrash Metal                                                   | Livealbum             |
| No Remorse                 | Motörhead                           | Bronze Records                                             | 15. September 1984 | Heavy Metal                                                    | Kompilation           |
| Nutty on Willisau          | Tony Coe und Tony Oxley             | HatHut Records                                             | 1984               | Jazz                                                           |                       |
| People Are People          | Depeche Mode                        | Mute Records, Sire Records                                 | 2. Juli 1984       | Synthie-Pop, Industrial, New Wave                              | Kompilation           |
| Perfect Strangers          | Deep Purple                         | Polydor                                                    | 29. Oktober 1984   | Rock                                                           |                       |
| Powerslave                 | Iron Maiden                         | EMI                                                        | 3. September 1984  | Heavy Metal                                                    |                       |
| The Printmakers            | Geri Allen                          | minor music                                                | 1984               | Jazz                                                           |                       |
| Psalm 9                    | Trouble                             | Metal Blade Records                                        | 10. März 1984      | Traditional Doom                                               |                       |
| Purple Rain                | Prince and The Revolution           | Warner Bros. Records                                       | 25. Juni 1984      | Contemporary R&B, Electro Funk, Dance, Funk, Pop, Rock         |                       |
| Puzzle                     | Gianna Nannini                      | Ricordi                                                    | 1984               | Rock                                                           |                       |
| Reckoning                  | R.E.M.                              | I.R.S. Records                                             | 9. April 1984      | Jangle-Pop, Alternative Rock, Post-Punk                        |                       |
| Rewind (1971–1984)         | The Rolling Stones                  | Rolling Stones Records, EMI                                | Juni 1984          | Rock                                                           | Kompilation           |
| Ride the Lightning         | Metallica                           | Megaforce Records, Music for Nations                       | 27. Juli 1984      | Thrash Metal                                                   |                       |
| Saint Vitus                | Saint Vitus                         | SST Records                                                | 13. Januar 1984    | Traditional Doom                                               |                       |
| Scharf wia Peperoni        | Spider Murphy Gang                  | EMI Records, Electrola                                     | 8. April 1984      | Rock ’n’ Roll, Neue Deutsche Welle                             |                       |
| Self Control               | Laura Branigan                      | Atlantic Records                                           | April 1984         | Rock                                                           |                       |
| Sign of the Hammer         | Manowar                             | Virgin Records                                             | 22. September 1984 | True Metal                                                     |                       |
| Slide It In                | Whitesnake                          | EMI Group, Geffen                                          | 17. Januar 1984    | Hard Rock                                                      |                       |
| Some Great Reward          | Depeche Mode                        | Mute Records                                               | 24. September 1984 | Synthiepop, Electro Wave, Post-Industrial, New Wave, Dark Wave |                       |
| Streicheleinheiten         | Peter Cornelius                     | Polygram                                                   | Februar 1984       | Pop                                                            |                       |
| Süchtig                    | Peter Cornelius                     | Ariola                                                     | Dezember 1984      | Pop                                                            |                       |
| Teases & Dares             | Kim Wilde                           | MCA Records                                                | 12. November 1984  | Pop, Pop-Rock, Hi-NRG                                          |                       |
| Ten Thousand Lightyears    | Boney M.                            | Hansa Records                                              | Februar 1984       | Euro Disco, Rhythm and Blues, Reggae                           |                       |
| The Catch                  | Nazareth                            | Vertigo Records                                            | 22. Oktober 1984   | Hard Rock, Adult Oriented Rock                                 |                       |
| The Last in Line           | Dio                                 | Warner Bros. (USA und Kanada), Vertigo, Rock Candy Records | 2. Juli 1984       | Heavy Metal                                                    |                       |
| The Red Hot Chili Peppers  | Red Hot Chili Peppers               | EMI, Capitol Records                                       | 10. August 1984    | Funk Rock, Crossover                                           | Debütalbum            |
| The Unforgettable Fire     | U2                                  | Island Records                                             | 1. Oktober 1984    | Rock                                                           |                       |
| Too Tough to Die           | Ramones                             | Sire Records                                               | 1. Oktober 1984    | Punkrock                                                       |                       |
| Tonight                    | David Bowie                         | EMI                                                        | 24. September 1984 | Pop, Soul, Rock, Dance                                         |                       |
| Under Wraps                | Jethro Tull                         | Chrysalis Records                                          | 7. September 1984  | Elektropop, Rock                                               |                       |
| Unter falscher Flagge      | Die Toten Hosen                     | Virgin Records, Totenkopf                                  | 19. November 1984  | Punkrock                                                       |                       |
| Various Positions          | Leonard Cohen                       |                                                            | Dezember 1984      | Pop, Rock                                                      |                       |
| Vengeance                  | New Model Army                      | Abstract                                                   | 4. April 1984      | Rock, Post-Punk                                                | Debütalbum            |
| Victim in Pain             | Agnostic Front                      | Rat Cage Records                                           | 1984               | New York Hardcore                                              |                       |
| Wings of Tomorrow          | Europe                              | Epic Records                                               | 24. Februar 1984   | Hard Rock                                                      |                       |
| Zoolook                    | Jean-Michel Jarre                   | Dreyfus Records, Polydor                                   | 12. November 1984  | Electronica, New Age, Ambient                                  |                       |

## Geboren

### Januar
- 01. Januar: Philipp Lingg, österreichischer Musiker und Komponist
- 02. Januar: Fatma Turgut, türkische Pop-Rocksängerin
- 03. Januar: Stephan Anpalagan, deutscher Journalist und Musiker
- 03. Januar: Shaun Bate, deutscher DJ, Musikproduzent und Musiklabelbesitzer
- 03. Januar: Veysel, deutscher Rapper
- 05. Januar: Shin’ya Fukumori, japanischer Jazzmusiker
- 07. Januar: Ran Danker, US-amerikanisch-israelischer Schauspieler, Sänger und Model
- 08. Januar: Tobias Backhaus, deutscher Jazzmusiker
- 08. Januar: Thomas Haberer, italienischer Sänger, Moderator und Schauspieler
- 09. Januar: Luca Perciballi, italienischer Jazz- und Improvisationsmusiker (Gitarre, Elektronik, Komposition)
- 11. Januar: Maria Elena Kyriakou, griechisch-zypriotische Sängerin
- 15. Januar: Tsubasa Yonaga, japanischer Seiyū, Synchronsprecher und Sänger

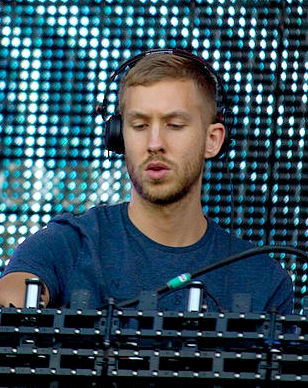
Calvin Harris; * 17. Januar

- 17. Januar: Calvin Harris, britischer DJ, Sänger, Songwriter und Produzent
- 20. Januar: Lil Scrappy, US-amerikanischer Rapper
- 22. Januar: Hyphen, Schweizer Rapper
- 26. Januar: Marcel Colomb, Schweizer Politiker und Musiker
- 26. Januar: Dari deutscher Sänger und Songwriter
- 28. Januar: David Helbock, österreichischer Jazzmusiker, Pianist und Komponist
- 29. Januar: Robert Gwisdek, deutscher Schauspieler, Musiker und Buchautor
- 29. Januar: Taichi, deutscher Rapper

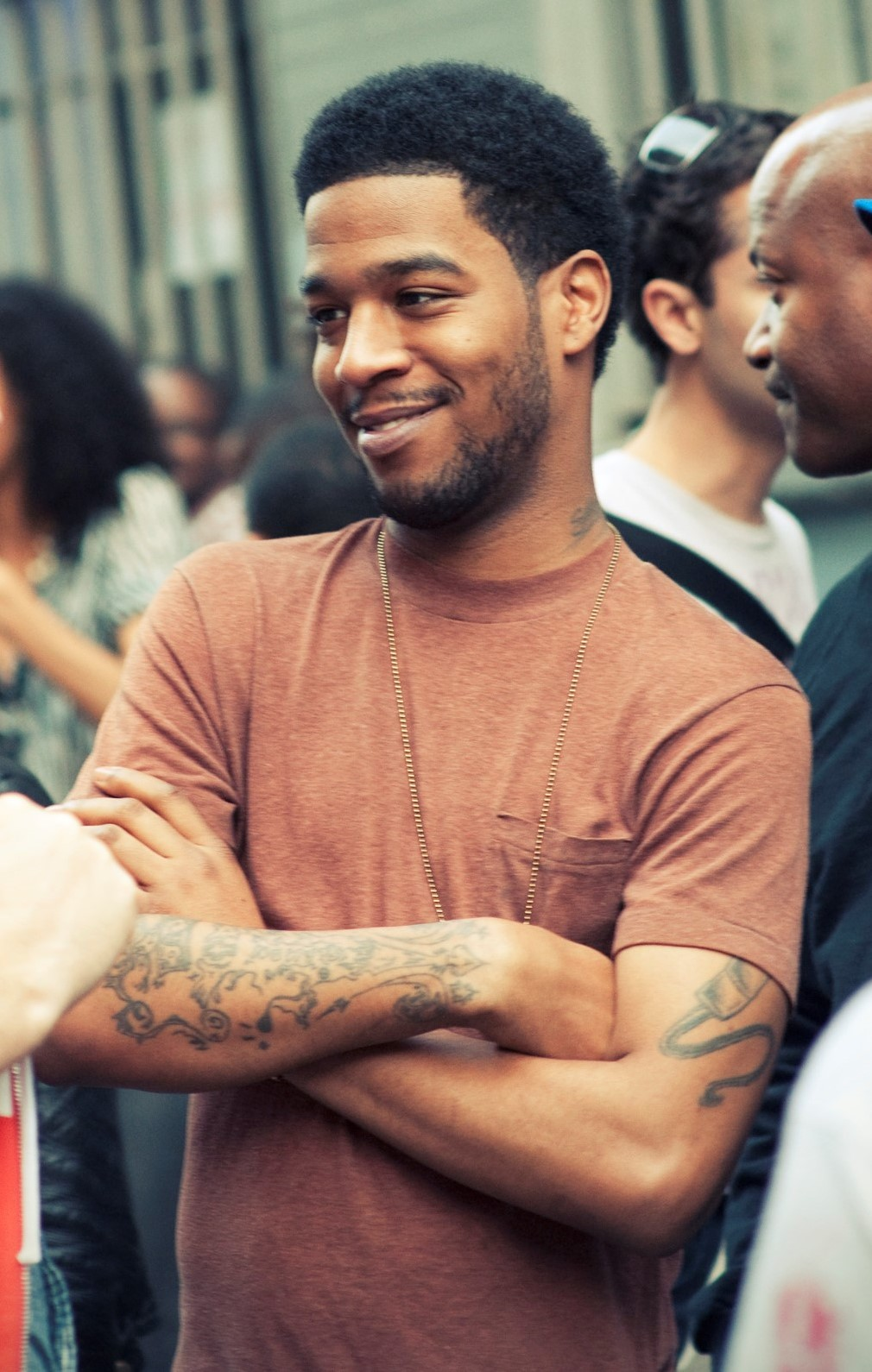
Kid Cudi; * 30. Januar

- 30. Januar: Kid Cudi, US-amerikanischer Rapper, Songwriter und Schauspieler
- 30. Januar: Murda, türkisch-niederländischer Rapper
- 31. Januar: Malika Ayane, italienische Sängerin und Cantautrice

### Februar
- 01. Februar: Vasco Brondi, italienischer Cantautore und Schriftsteller
- 04. Februar: Moran Magal, israelische Sängerin, Pianistin und Komponistin
- 05. Februar: Tyler Farr, US-amerikanischer Countrysänger
- 05. Februar: Marco Misciagna, italienischer Geiger und Bratschist
- 06. Februar: Piret Järvis, estnische Sängerin
- 09. Februar: Vukašin Brajić, ein bosnisch-serbischer Pop-/Rockmusiker
- 10. Februar: Cleo Berry, US-amerikanischer Schauspieler und Musicaldarsteller
- 11. Februar: JAW, deutscher Rapper und Hip-Hop-Produzent
- 13. Februar: Adrian Gaxha, nordmazedonischer Popsänger albanischer Ethnie
- 15. Februar: Gary Clark junior, US-amerikanischer Musiker und Schauspieler
- 18. Februar: Sofija Fedyna, ukrainische Politikerin
- 18. Februar: Robin Hoffmann, deutscher Komponist, Orchestrator und Arrangeur
- 19. Februar: Constantin Herzog, deutscher Kontrabassist
- 21. Februar: DJ Pierre, deutscher Schlager-DJ, Sales Director, Influencer und digitaler Content Creator
- 21. Februar: Cristina Pintilie, moldauische Sängerin, Violinistin und Musikpädagogin
- 23. Februar: Lucia Cadotsch, Schweizer Sängerin
- 25. Februar: Lovefoxxx, brasilianische Popsängerin
- 26. Februar: Joel Brandenstein, deutscher Popsänger
- 00. Februar: Christian Huber, deutscher Autor, Komponist, Musikproduzent und Podcaster

### März
- 04. März: Jeremy Loops, südafrikanischer Singer-Songwriter
- 05. März: Christine Dancke, norwegische Moderatorin, Rapperin und Musikerin
- 06. März: Becky, japanische Sängerin, Schauspielerin und Model
- 07. März: Cr7z, deutscher Rapper
- 09. März: Priscilla Ahn, US-amerikanische Sängerin und Songwriterin
- 10. März: Ewgeni Boschanow, bulgarischer Pianist
- 12. März: Shreya Ghoshal, indische Playbacksängerin
- 14. März: Tyla Durden, Schweizer Multimediakünstlerin, Musikerin, Songwriterin, Sängerin, Fotografin und Model
- 15. März: Susanna Jara, ukrainische Interpretin von Weltmusik und Jazz
- 17. März: Menno de Jong, niederländischer Trance-DJ und -Produzent
- 18. März: Luis Baltes, deutscher Rapper und Beatboxer
- 22. März: Larnell Lewis, kanadischer Fusionmusiker (Schlagzeug, Komposition)
- 24. März: Charley Crockett, US-amerikanischer Country-Musiker und Singer-Songwriter
- 30. März: Christian Barthen, deutscher Organist, Pianist, Cembalist und Kirchenmusiker
- 31. März: Jack Antonoff, US-amerikanischer Sänger, Multiinstrumentalist, Songwriter und Musikproduzent
- 31. März: April Centrone, US-amerikanische Multiinstrumentalistin und Komponistin

### April
- 02. April: Meryl Cassie, neuseeländische Schauspielerin und Sängerin
- 04. April: John Allen, deutscher Sänger, Songwriter, Pianist und Gitarrist
- 04. April: Caroline Fischer, deutsch-koreanische Pianistin
- 04. April: Augustin Hadelich, deutsch-amerikanischer Violinist
- 04. April: Teresa Rotschopf, österreichische Musikerin, Sängerin, Komponistin und Produzentin
- 05. April: Aram Mp3, armenischer Sänger und Comedian
- 06. April: Max Bemis, US-amerikanischer Musiker, Sänger, Liedtexter und Komponist
- 07. April: Belly, palästinensisch-kanadischer Rapper und Songwriter
- 09. April: Justin Brown, US-amerikanischer Jazz-Schlagzeuger
- 09. April: Anne-Christine Heinrich, deutsche Jazzflötistin und Komponistin
- 09. April: Donnie O’Sullivan, deutsch-irischer Moderator, Fernsehautor und Musikproduzent
- 10. April: Dons, lettischer Sänger

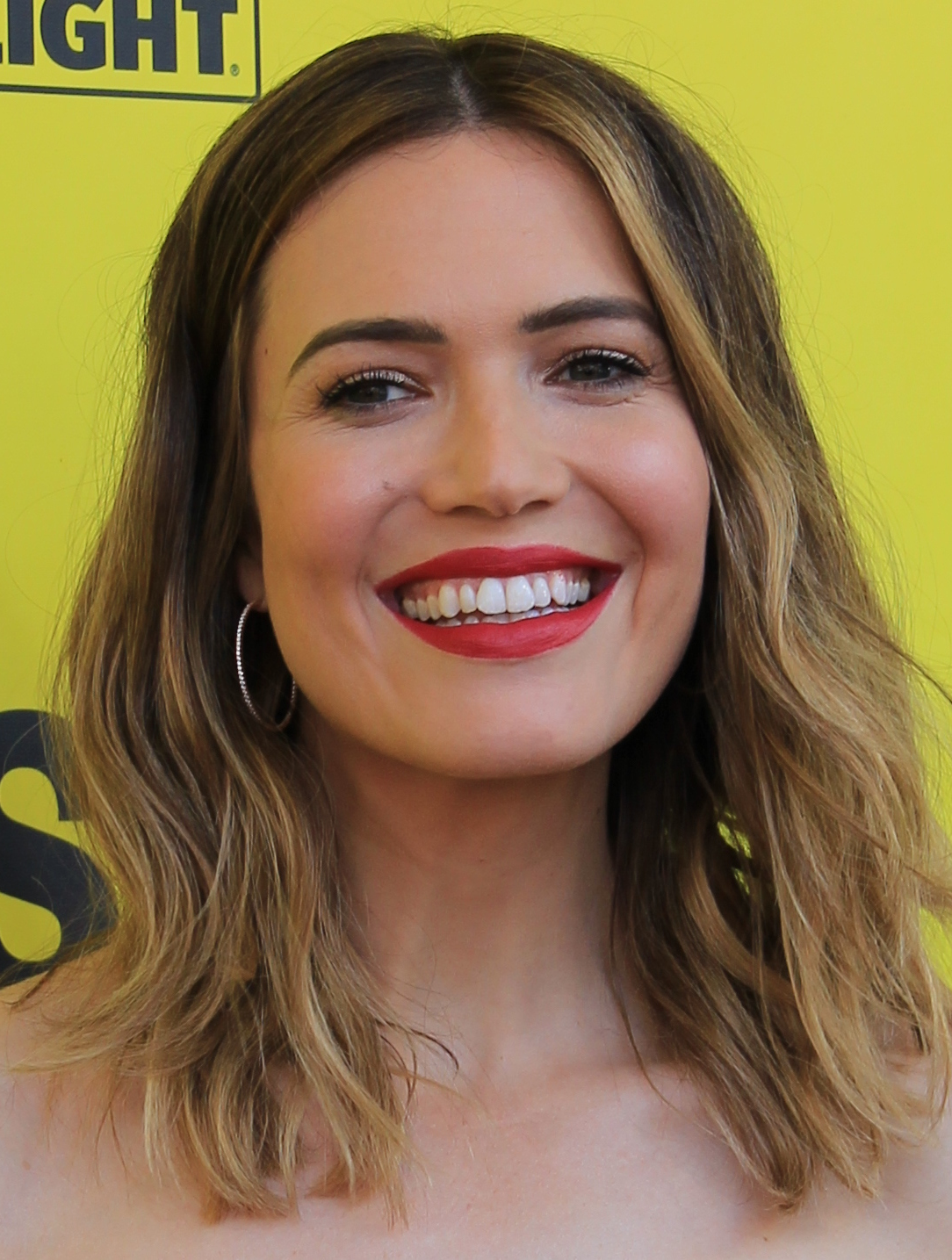
Mandy Moore; * 10. April

- 10. April: Mandy Moore, US-amerikanische Pop-Sängerin und Schauspielerin
- 10. April: Ana Soklič, slowenische Sängerin
- 12. April: Emma Bedschanjan, armenische Sängerin
- 12. April: Gentiana Ismajli, Popsängerin, Songwriterin und Tänzerin
- 14. April: Melissa Jiménez, US-amerikanische Sängerin und Songwriterin
- 15. April: BattleBoi Basti, deutscher Rapper
- 16. April: Fabian Almazan, kubanisch-US-amerikanischer Jazzpianist und Filmkomponist
- 17. April: Cashmo, deutscher Rapper und Musikproduzent
- 20. April: Tim Jo, US-amerikanischer Schauspieler und Musiker
- 21. April: Christian Lillinger, deutscher Schlagzeuger und Komponist
- 22. April: Amelle Berrabah, britische Sängerin und Songwriterin
- 26. April: Jeremy Kittel, US-amerikanischer Geiger, Fiddlespieler, Bratschist und Komponist
- 26. April: Mija Martina, bosnisch-herzegowinische Sängerin
- 27. April: Frank Carter, britischer Punk- und Rockmusiker
- 27. April: Patrick Stump, US-amerikanischer Musiker
- 28. April: Christopher Lowrey, US-amerikanischer Opernsänger (Countertenor)
- 30. April: Kasia Borek, deutsche Schauspielerin und Popsängerin polnischer Herkunft

### Mai
- 02. Mai: Thomas Binder, österreichischer Film- und Musikproduzent und Kameramann
- 02. Mai: Claudia Kurver, deutsche Musikerin, Sängerin, Songwriterin und Komponistin
- 03. Mai: Angel Blue, US-amerikanische Sopranistin
- 04. Mai: herrH, deutscher Kinderliedermacher und Musiker
- 05. Mai: Divina de Campo, britische Dragqueen und Sängerin
- 05. Mai: Silla, deutscher Rapper
- 06. Mai: Cégiu, italienisch-schweizerische Musikerin, Produzentin und Komponistin
- 06. Mai: Judith Hill, US-amerikanische Pop- und R&B-Sängerin
- 11. Mai: Gerald Clayton, US-amerikanischer Jazzpianist und Komponist
- 11. Mai: Trish Clowes, britische Jazzmusikerin
- 14. Mai: Glen Vella, maltesischer Sänger
- 16. Mai: James Fauntleroy, US-amerikanischer Sänger, Songwriter und Musikproduzent
- 17. Mai: Brittany Anjou, US-amerikanische Jazzmusikerin
- 17. Mai: Michael David Rosenberg, bekannt als Passenger, britischer Sänger und Gitarrist
- 18. Mai: Dave Bennett, US-amerikanischer Klarinettist des Swing und Mainstream Jazz
- 20. Mai: Dilarə Kazımova, aserbaidschanische Sängerin und Schauspielerin
- 22. Mai: Mahan Esfahani, iranischer Cembalist
- 22. Mai: Nomy Rosenberg, niederländischer Gitarrist des Gipsy Jazz
- 24. Mai: DaY-már, niederländische Hardcore-Techno- und Hard-Techno-DJ
- 24. Mai: Frontliner, niederländischer Hardstyle-DJ
- 25. Mai: Dominik Glöbl, deutscher Trompeter, Sänger und Fernsehmoderator
- 25. Mai: Olga Jegunova, lettische klassische Konzertpianistin
- 25. Mai: Emma Marrone, italienische Popsängerin
- 26. Mai: Sibusiso Mashiloane, südafrikanischer Jazzmusiker (Piano, Komposition)
- 29. Mai: Steven Heelein, deutscher Komponist, Dirigent und Hochschullehrer
- 00. Mai: Bex Burch, britische Musikerin (Xylophon, Perkussion) und Klangkünstlerin

### Juni
- 01. Juni: Samy Moussa, kanadischer Dirigent und Komponist
- 03. Juni: Bahar, deutsche Rapperin iranischer Herkunft
- 06. Juni: ByeAlex, ungarischer Indie-Pop-Sänger

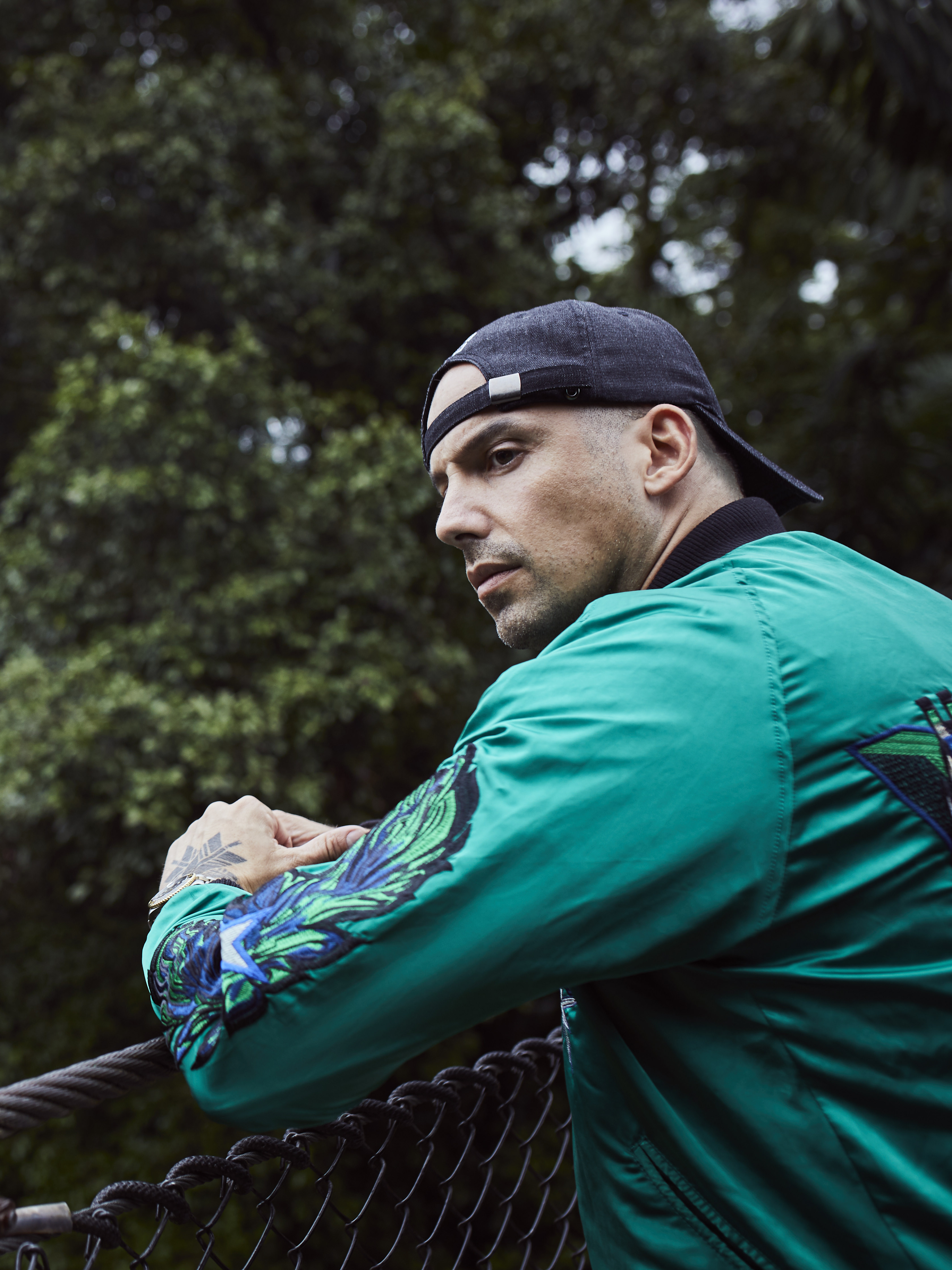
RAF Camora; * 4. Juni

- 04. Juni: RAF Camora, österreichischer Musiker und Produzent
- 05. Juni: Yusuf Güney, türkischer Popmusiker
- 06. Juni: Igor Cukrov, kroatischer Sänger und Musiker
- 07. Juni: Kerstin Dietrich, deutsche Schauspielerin, Synchronsprecherin und Sängerin
- 07. Juni: Sebastian Groth, deutscher Techno-DJ, Musikproduzent, Musiklabelbetreiber und Veranstalter
- 08. Juni: Damu the Fudgemunk, US-amerikanischer Produzent und DJ
- 09. Juni: Caroline D’Amore, US-amerikanische Schauspielerin, Songschreiberin und Model
- 11. Juni: Clemens Ostermann, deutscher Synchronsprecher und Musiker († 2007)
- 13. Juni: Anat Czarny, israelische Opern-, Konzert- und Liedsängerin
- 14. Juni: Amara, italienische Cantautrice

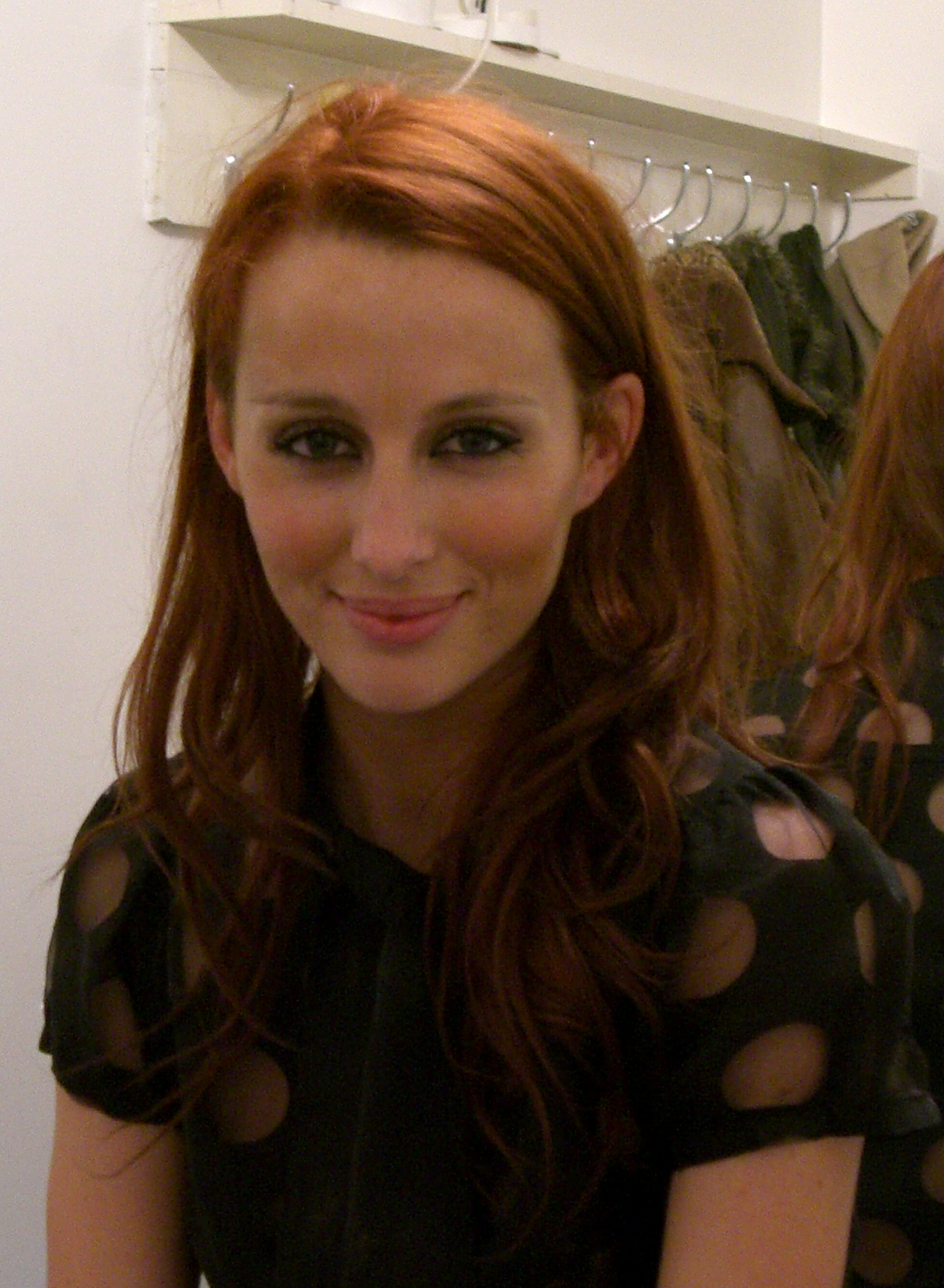
Siobhán Donaghy; * 14. Juni

- 14. Juni: Siobhán Donaghy, britische Sängerin, Musikerin und Songwriterin irischer Abstammung
- 14. Juni: Saulius Petreikis, litauischer Weltmusik-Künstler
- 14. Juni: Zuzana Smatanová, slowakische Sängerin
- 15. Juni: Buray, türkisch-zyprischer Popmusiker
- 15. Juni: Stefanie Alexandra Prenn, österreichische Cellistin
- 16. Juni: Fard, deutsch-iranischer Rapper
- 17. Juni: John Gallagher Jr., US-amerikanischer Musiker, Film- und Theaterschauspieler
- 18. Juni: Frida Ånnevik, norwegische Sängerin, Lyrikerin und Komponistin
- 18. Juni: Ella Endlich, deutsche Sängerin und Liedtexterin
- 18. Juni: Laudo Liebenberg, südafrikanischer Schauspieler, Sänger und Musiker
- 19. Juni: Paul Dano, US-amerikanischer Schauspieler, Regisseur und Rock-Musiker
- 20. Juni: Amir, israelisch-französischer Sänger
- 23. Juni: Andreea Bălan, rumänische Pop- und Dance-Sängerin, Songwriterin, Tänzerin und Model

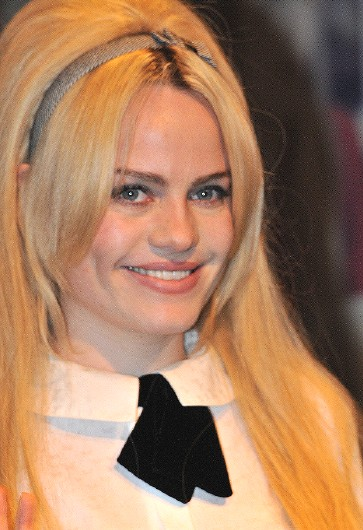
Duffy; * 23. Juni

- 23. Juni: Duffy, britische Soul-Pop-Sängerin, Songwriterin und Grammy-Preisträgerin
- 25. Juni: Daniel Barke, deutscher Saxophonist, Sänger, Beatboxer, Komponist und Arrangeur
- 26. Juni: Indila, französische R&B-Sängerin

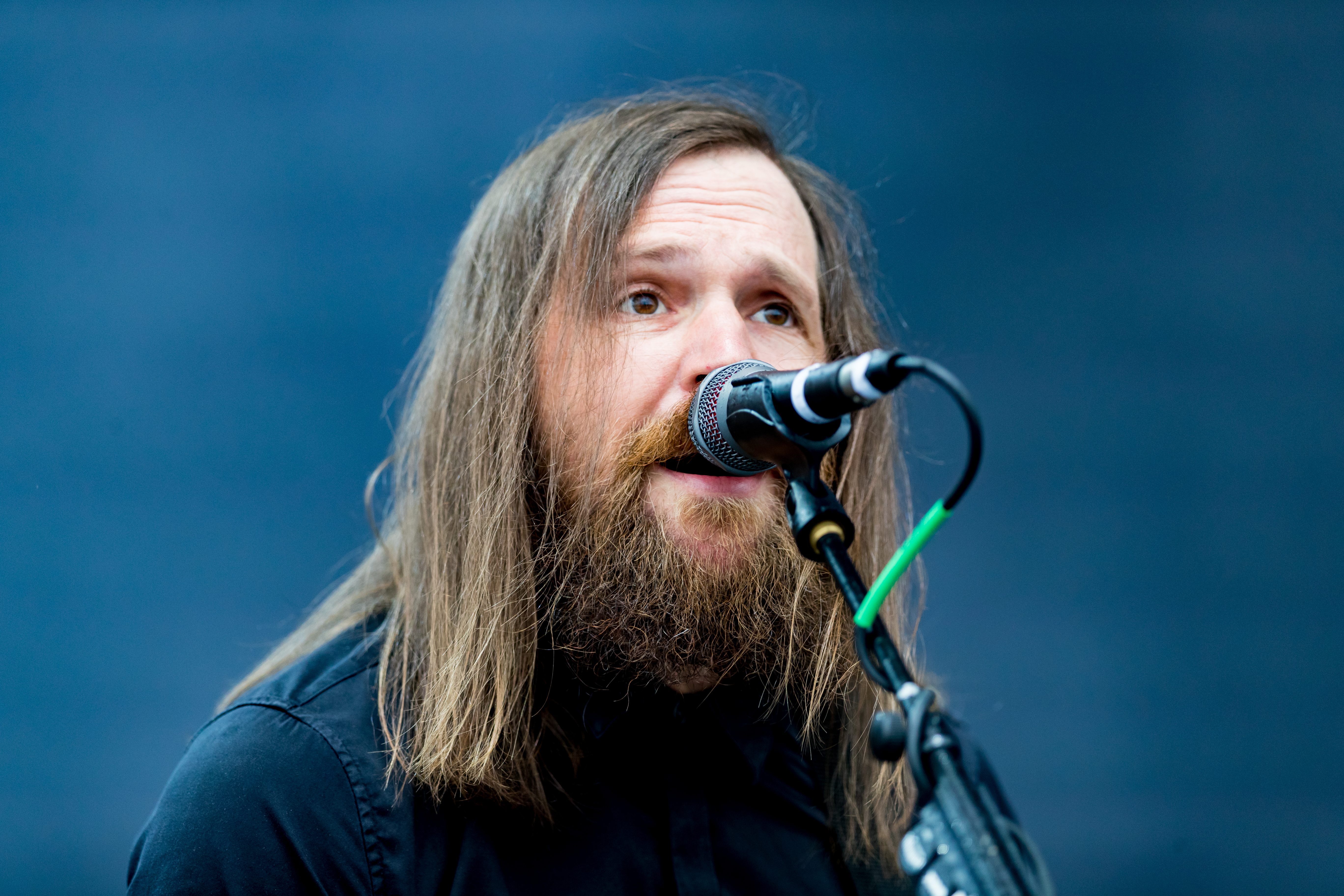
Erik Friedman; * 28. Juni

- 28. Juni: Eric Friedman, US-amerikanischer Gitarrist und Songwriter
- 28. Juni: Micky Green, australische Popsängerin und Laufstegmodel
- 30. Juni: Fantasia Barrino, US-amerikanische R&B-Sängerin und Grammy-Preisträgerin
- 30. Juni: Nikos Oikonomopoulos, griechischer Sänger

### Juli
- 02. Juli: Eugent Bushpepa, albanischer Sänger und Komponist
- 04. Juli: Jin Akanishi, japanischer Sänger/Songwriter und ehemaliges Mitglied der J-Pop-Boyband KAT-TUN
- 05. Juli: Bérénice, französische Sängerin
- 08. Juli: Michael Gudenkauf, deutscher Jazzmusiker
- 10. Juli: Michael Behm, ehemaliger deutscher Kinderdarsteller sowie Gitarrist und Tontechniker
- 10. Juli: Dominique Fils-Aimé, kanadische Singer-Songwriterin
- 12. Juli: Gareth Gates, britischer Sänger
- 13. Juli: Ida Maria, norwegische Rocksängerin
- 16. Juli: Mischa Cheung, Schweizer Pianist
- 17. Juli: Katy Jarzebowski, US-amerikanische Komponistin
- 19. Juli: Lasse Gjertsen, norwegischer Animator und Musiker
- 20. Juli: Shai Gabso, israelischer Sänger
- 23. Juli: Justina Lee Brown, nigerianische AfroPop-Sängerin
- 24. Juli: Elmo, deutscher Rapper libanesischer Herkunft
- 24. Juli: Julie Fuchs, französische Opern-, Lied- und Konzertsängerin
- 25. Juli: Andrei Karpuchin, russischer Musiker
- 26. Juli: Marco Angelini, österreichischer Sänger und Songwriter
- 26. Juli: Kristina Dörfer, deutsche Rock- und Popsängerin und Schauspielerin
- 30. Juli: Bernhard Holl, österreichischer Posaunist, Komponist und Arrangeur
- 30. Juli: Falko Ochsenknecht, deutscher Schauspieler und Schlagersänger († 2024)
- 31. Juli: Manu Delago, österreichischer Hangspieler, Perkussionist und Komponist
- 00. Juli: Willie Applewhite, US-amerikanischer Jazzmusiker des Modern Jazz

### August
- 01. August: Mohamad Fityan, syrischer Musiker und Komponist
- 01. August: Dennis Henschel, deutscher Sänger und Musicaldarsteller
- 02. August: Andrei Găluț, rumänischer Rockmusiker
- 03. August: Beka, deutscher Rapper
- 03. August: Klaus Heidenreich, deutscher Jazzposaunist
- 03. August: Muhabbet, deutsch-türkischer Sänger

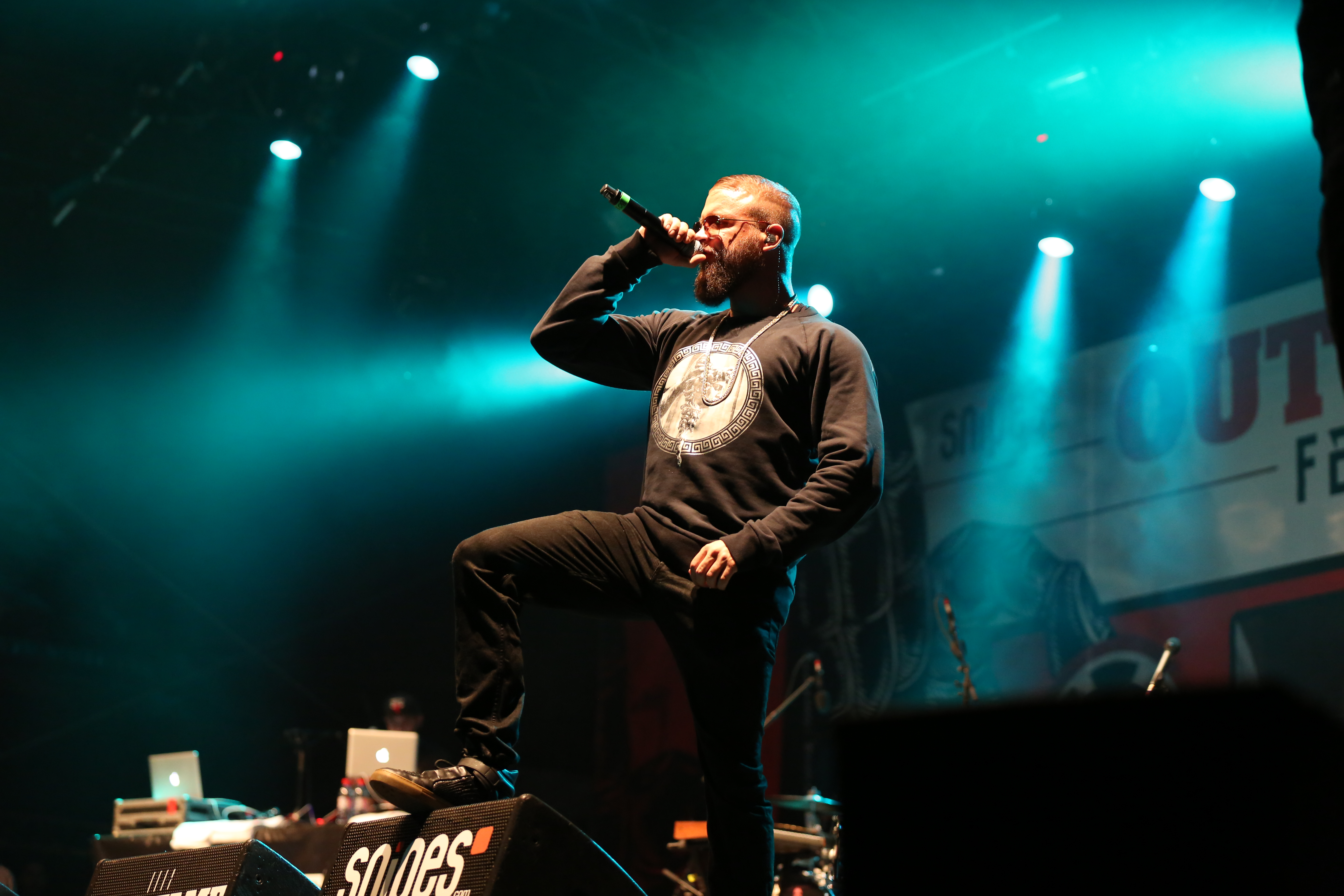
Kollegah; * 3. August

- 03. August: Kollegah, deutscher Rapper
- 04. August: Savannah Welch, US-amerikanische Schauspielerin, Musikerin und Podcast-Moderatorin
- 05. August: Matthias Busch, deutscher darstellender Künstler und Sänger

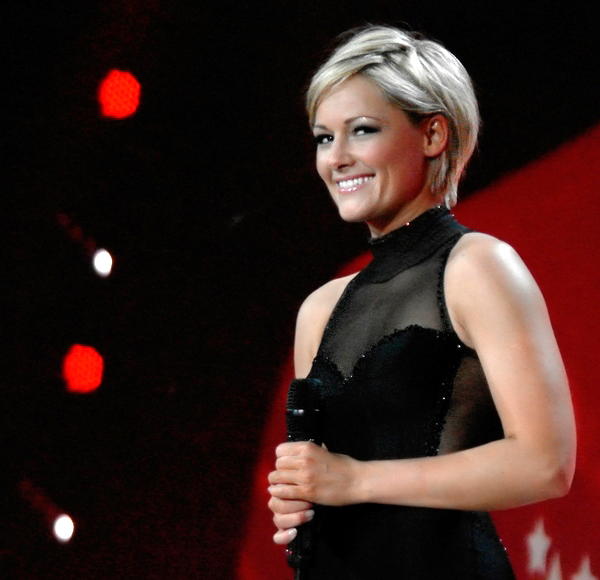
Helene Fischer; * 5. August

- 05. August: Helene Fischer, deutsche Schlagersängerin, Tänzerin, Unterhaltungskünstlerin, Fernsehmoderatorin und Schauspielerin
- 06. August: Sofia Essaïdi, französisch-marokkanische Sängerin und Schauspielerin
- 09. August: Meytal Cohen, US-amerikanische Schlagzeugerin
- 10. August: Cyrille Aimée, französische, in New York City lebende Jazzsängerin
- 13. August: James Morrison, britischer Sänger
- 14. August: Chris Canis, österreichischer Musiker, Schriftsteller, Produzent und Inhaber eines Independent-Labels
- 15. August: Ankerstjerne, dänischer Rapper und Songwriter
- 16. August: Hadrien Feraud, französischer Jazz-Bassist
- 17. August: Philipp Kopmajer, österreichischer Jazzmusiker (Schlagzeug)
- 18. August: John Escreet, britischer Jazzpianist, Keyboarder und Komponist
- 19. August: Oleksandr Gavrylyuk, ukrainisch-australischer Pianist
- 20. August: Carminho, portugiesische Fadosängerin
- 20. August: Sitora Farmonova, usbekische Schauspielerin und Sängerin

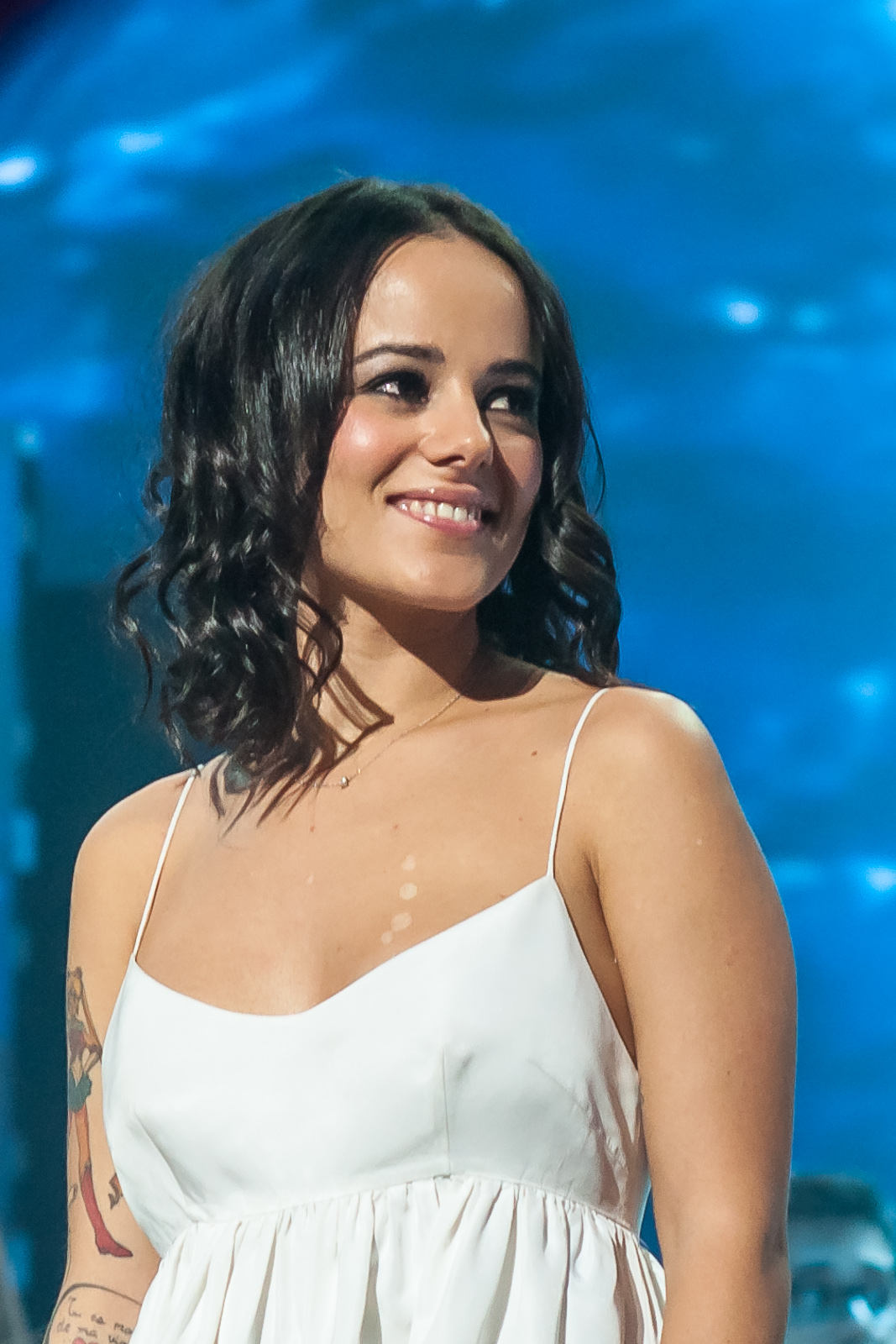
Alizée; * 21. August

- 21. August: Alizée, französische Sängerin und Tänzerin
- 22. August: Florian Alexandru-Zorn, deutscher Musikautor und Schlagzeuger
- 22. August: Feed Me, britischer Musikproduzent und DJ
- 24. August: Lumidee, US-amerikanische Hip-Hop- und R&B-Musikerin
- 25. August: Ardalan Jabbari, österreichischer Bariton und Gesangspädagoge
- 25. August: Vladislav Šarišský, slowakischer Komponist und Pianist
- 27. August: Natali Dizdar, kroatische Sängerin
- 28. August: Paula Fernandes, brasilianische Sängerin und Songschreiberin

### September
- 01. September: Ludwig Göransson, schwedischer Komponist und Musikproduzent
- 01. September: Joseph Mark Trohman, US-amerikanischer Gitarrist
- 02. September: Donatan, polnischer Musikproduzent
- 02. September: Joshua Henry, kanadisch-US-amerikanischer Musicaldarsteller, Filmschauspieler, Musikproduzent und Sänger
- 02. September: Maasi Pedersen, grönländischer Musiker und Politiker (Inuit Ataqatigiit)
- 04. September: Camila Bordonaba, argentinische Schauspielerin und Sängerin
- 05. September: Paul Gallister, österreichischer Komponist und Produzent
- 05. September: MC Kresha, kosovarischer Rapper

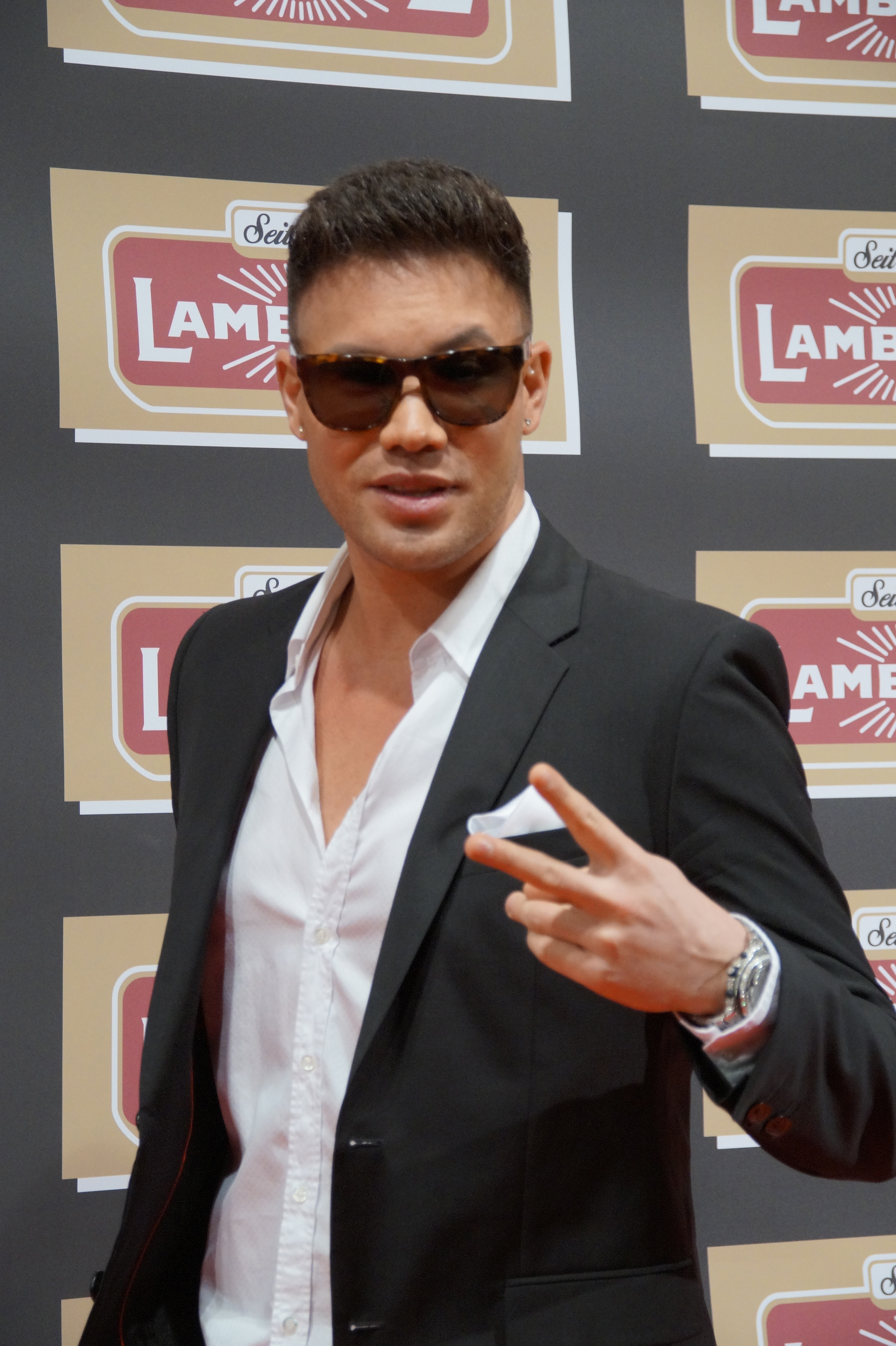
Kay One; * 7. September

- 07. September: Kay One, deutscher Rapper
- 11. September: Christian Richard Bauer, deutscher Schauspieler und Sänger
- 11. September: Raven van Dorst, niederländischer Rockmusiker, Schauspieler und Moderator
- 13. September: Sonja Hurani, deutsche Schauspielerin und Sängerin
- 13. September: J. R. Writer, US-amerikanischer Rapper
- 14. September: Lars Groeneveld, deutscher Jazzmusiker (Klarinetten, Komposition)
- 16. September: Sabrina Bryan, US-amerikanische Schauspielerin und Sängerin
- 16. September: Dorian Concept, österreichischer Komponist und Musikproduzent

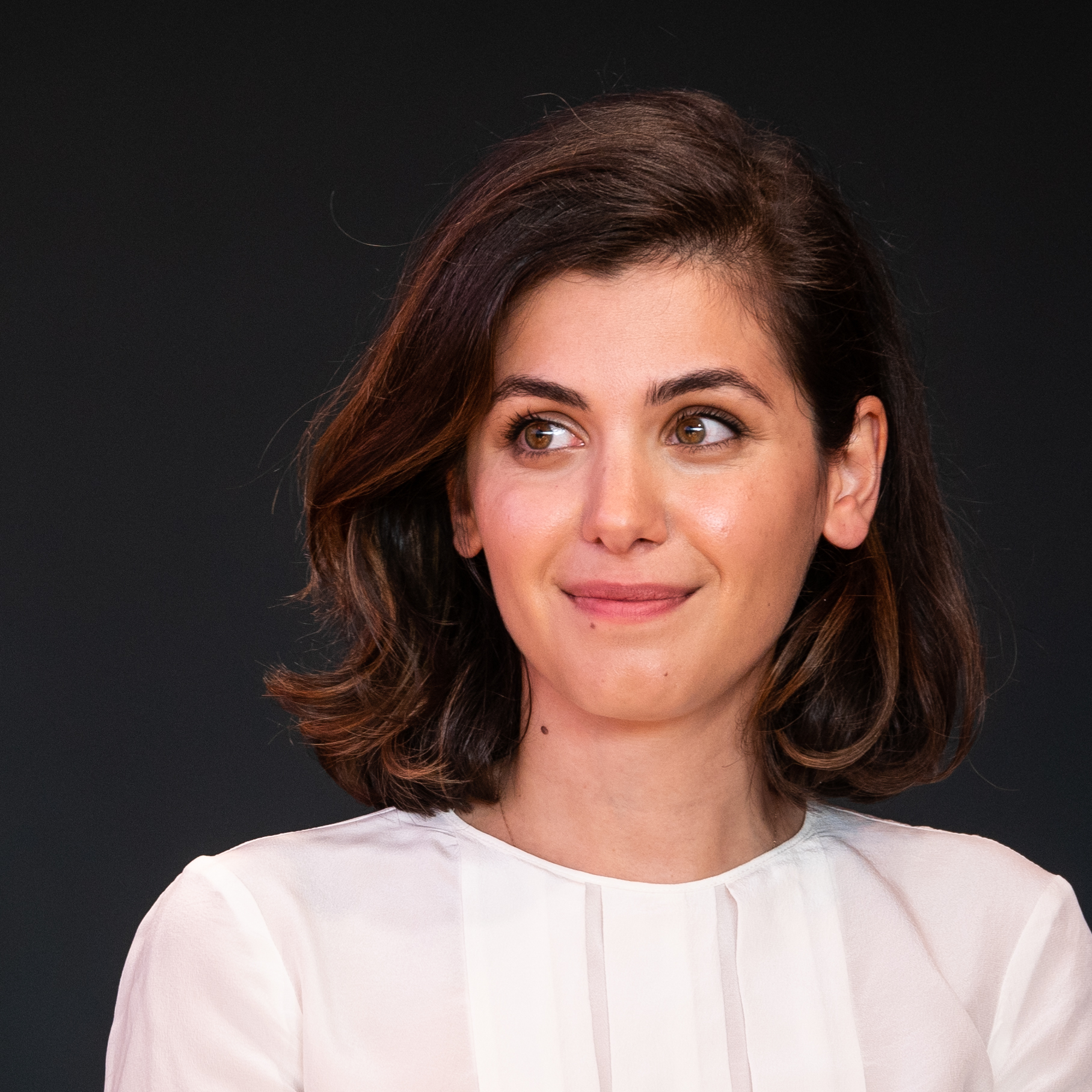
Katie Melua; * 16. September

- 16. September: Katie Melua, georgische Sängerin
- 16. September: Snorre Valen, norwegischer Politiker und Musiker
- 18. September: Dizzee Rascal, britischer Rapper
- 18. September: Anastassija Nikolajewna Gromoglassowa, russische Pianistin
- 19. September: Pawel Michailowitsch Kuschnir, russischer politischer Aktivist und Pianist († 2024)
- 24. September: Dharius, mexikanischer Rapper
- 24. September: Taylor Eigsti, US-amerikanischer Jazz-Pianist
- 27. September: Cyrille Dubois, französischer Opern- und Konzertsänger

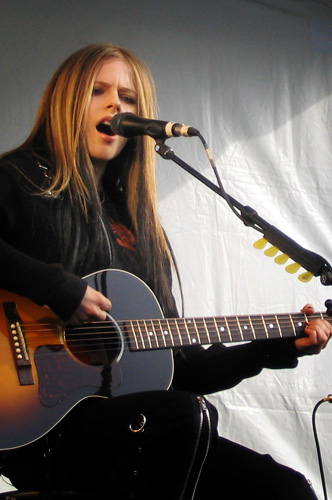
Avril Lavigne; * 27. September

- 27. September: Avril Lavigne, kanadische Rocksängerin

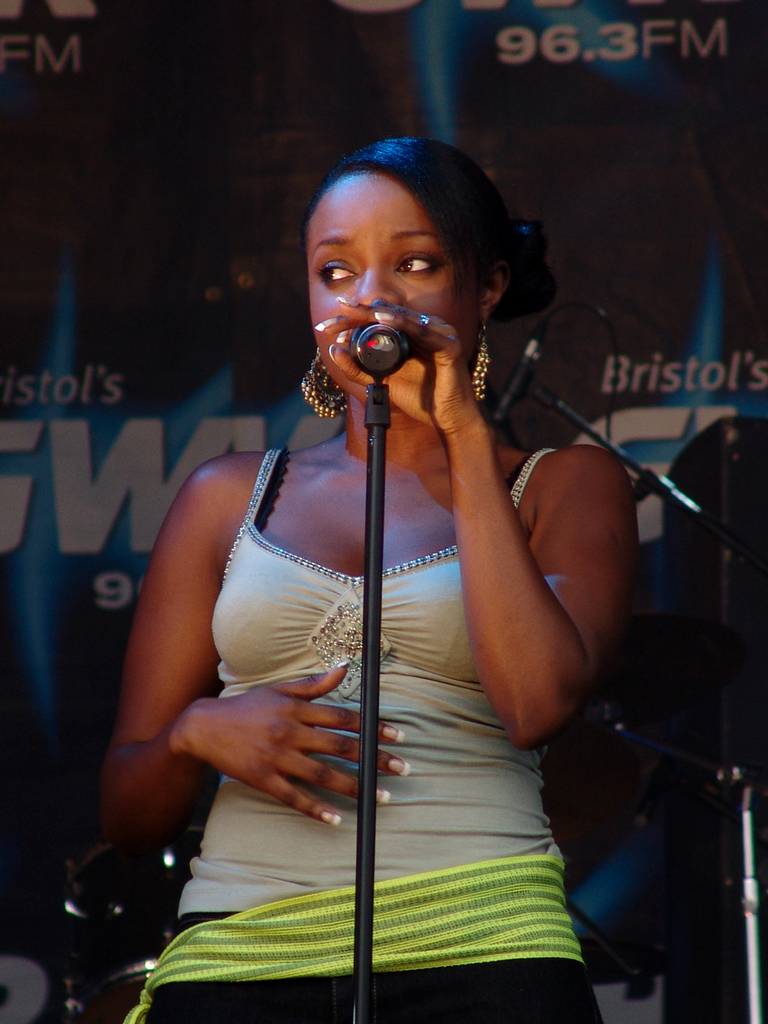
Keisha Buchanan; * 30. September

- 30. September: Keisha Buchanan, britische Sängerin
- 30. September: Julian Erdem, deutscher Jazzmusiker
- 30. September: Philippe El Sisi, Trance-Musik-Künstler aus Ägypten

### Oktober
- 01. Oktober: Gerry Cinnamon, schottischer Singer-Songwriter

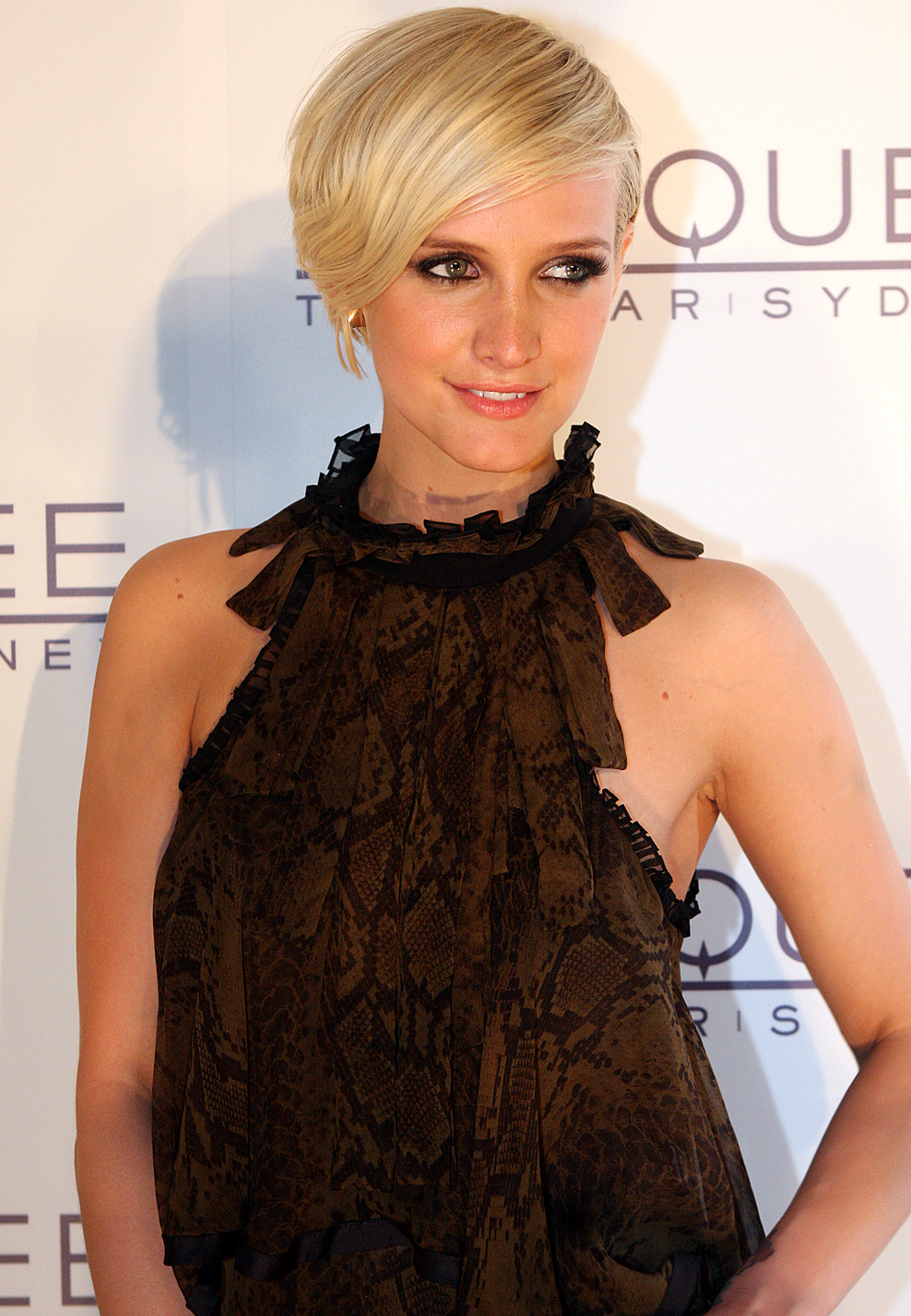
Ashlee Simpson; * 3. Oktober

- 03. Oktober: Ashlee Simpson, US-amerikanische Sängerin und Schauspielerin
- 04. Oktober: Ilker Arcayürek, österreichischer Opernsänger türkischer Herkunft
- 04. Oktober: Jelena Sergejewna Katina, russische Sängerin (t.A.T.u.)
- 05. Oktober: Matthias Beckmann, deutscher Jazzmusiker, Komponist, Arrangeur und Musikpädagoge
- 09. Oktober: Ghetts, englischer Grime-Rapper
- 09. Oktober: Mariana Seligmann, argentinische Filmschauspielerin, Sängerin, Moderatorin, Komponistin und Tänzerin
- 10. Oktober: Al-Gear, deutscher Rapper
- 10. Oktober: Benny Omerzell, österreichischer Jazzmusiker (Piano, Keyboards, Komposition)
- 11. Oktober: Christin Henkel, deutsche Komponistin, Autorin, Liedermacherin und Musikkabarettistin
- 11. Oktober: Jeronimas Milius, litauischer Sänger
- 14. Oktober: Ruslan Aljachno, weißrussischer Sänger
- 15. Oktober: Andrea Hoffmann, deutsche Sängerin, Texterin/Songwriterin und Musikerin
- 15. Oktober: Paolo Petrocelli, italienischer Kulturmanager
- 20. Oktober: Mitch Lucker, US-amerikanischer Sänger († 2012)
- 21. Oktober: Artsvik, armenische Sängerin
- 21. Oktober: Felix Lehrmann, deutscher Schlagzeuger
- 22. Oktober: Anca Pop, rumänisch-kanadische Sängerin († 2018)
- 25. Oktober: Yui Itsuki, japanische Rock- und Metal-Musikerin und Synchronsprecherin
- 25. Oktober: Massaka, deutsch-türkischer Rapper
- 25. Oktober: Mimicat, portugiesische Sängerin

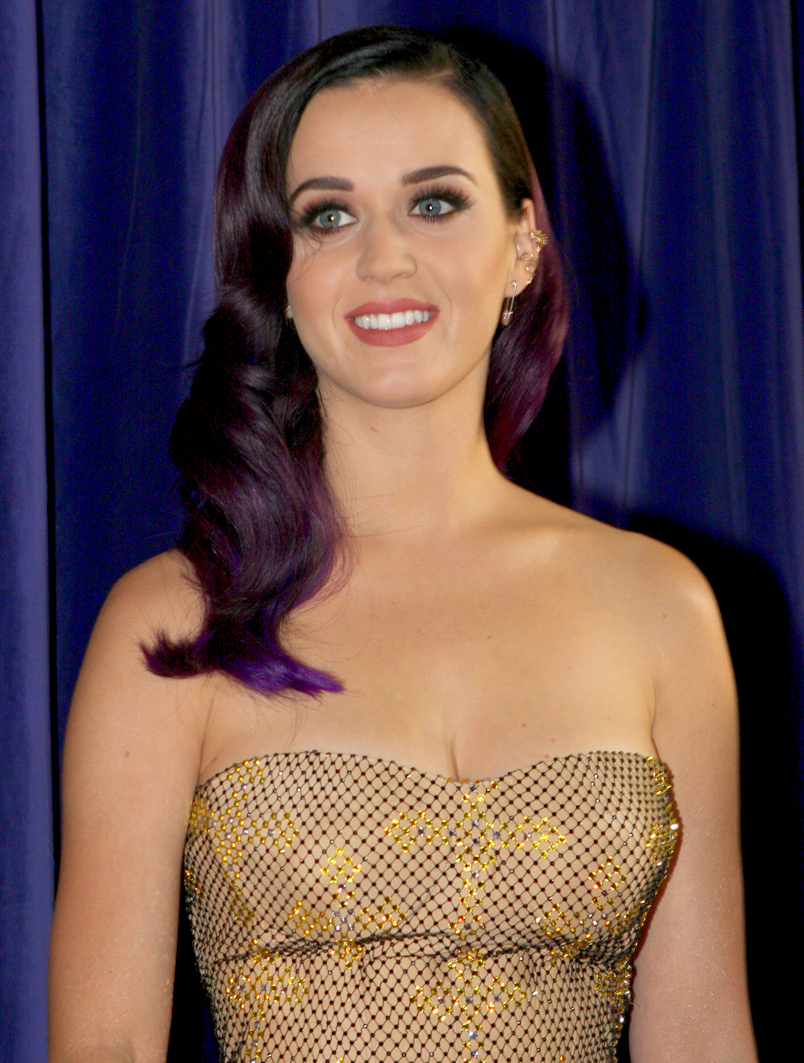
Katy Perry; * 25. Oktober

- 25. Oktober: Katy Perry, US-amerikanische Sängerin
- 26. Oktober: AchtVier, deutscher Rapper
- 26. Oktober: André Barros, portugiesischer Pianist und Filmkomponist
- 27. Oktober: Loredana Errore, italienische Popsängerin
- 27. Oktober: Kelly Osbourne, britische Musikerin
- 29. Oktober: Simon Viktor, deutscher Autor, Musiker und Künstleragent
- 30. Oktober: Ornella De Santis, italienisch-serbisch-deutsche Popsängerin
- 30. Oktober: Helsloot, niederländischer DJ und Musikproduzent

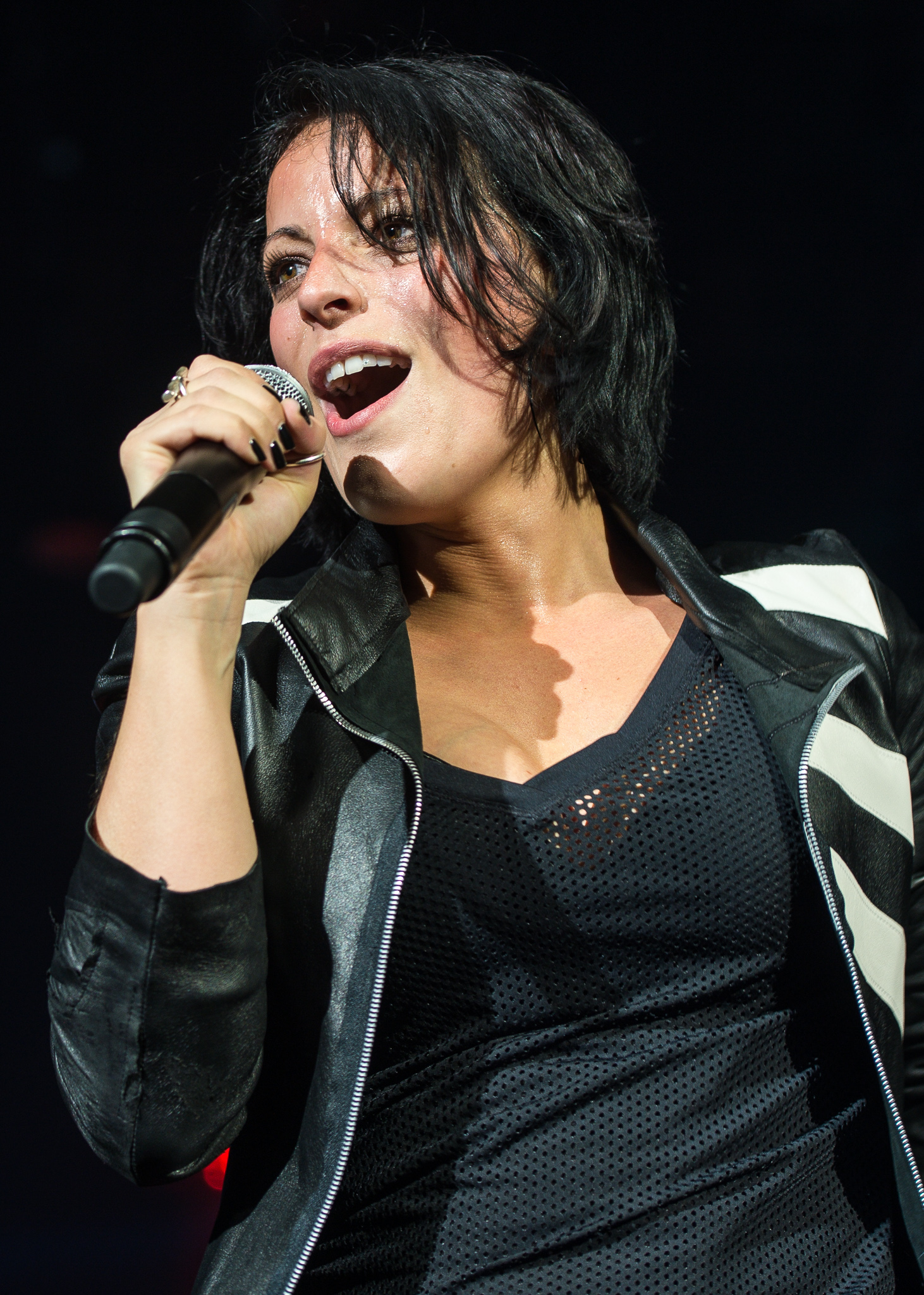
Stefanie Kloß; * 31. Oktober

- 31. Oktober: Stefanie Kloß, deutsche Sängerin (Silbermond)

### November
- 02. November: Alina Bock, deutsche Popsängerin
- 02. November: Vasil Garvanliev, nordmazedonisch-bulgarischer Sänger
- 02. November: Tamara Hope, kanadische Schauspielerin und Musikerin
- 05. November: Elin Larsson Forkelid, schwedische Jazzmusikerin
- 05. November: Shiml, deutscher Rapper
- 06. November: Tobias Becker, deutscher Jazzmusiker, Pianist, Komponist und Arrangeur
- 06. November: Patina Miller, US-amerikanische Schauspielerin und Sängerin
- 07. November: Giulia Anghelescu, rumänische Pop-Dance-Sängerin und DJ
- 09. November: David Andres, deutscher Kontrabassist, E-Bassist und Musikpädagoge

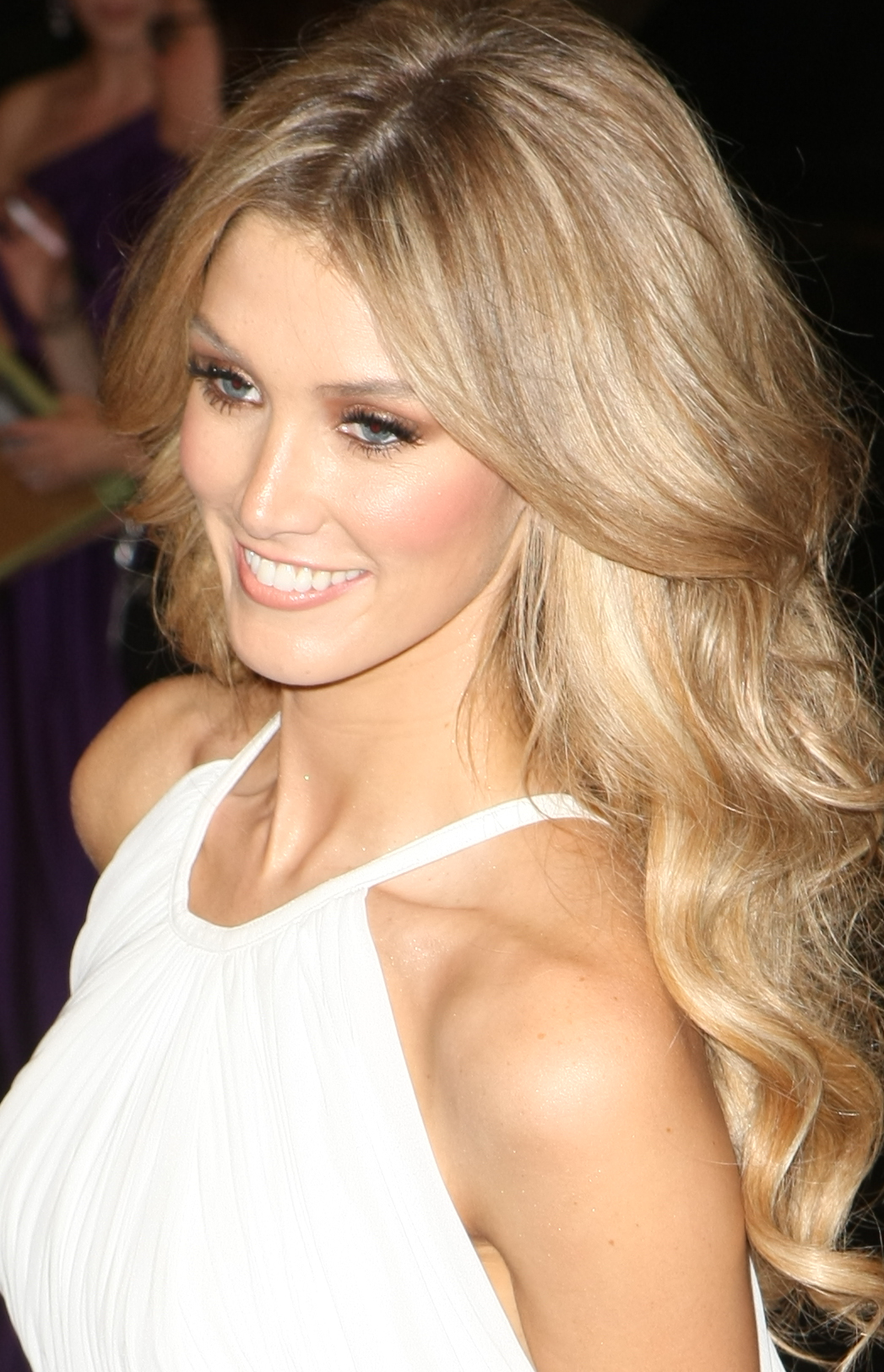
Delta Goodrem; * 9. November

- 09. November: Delta Goodrem, australische Sängerin und Songschreiberin, Pianistin und Schauspielerin
- 09. November: French Montana, US-amerikanischer Rapper und Sänger
- 10. November: Steven Cheung, niederländisch-chinesischer Musiker und Sänger
- 11. November: Ablajan Awut Ayup, uigurischer Popsänger
- 12. November: Rob Clearfield, US-amerikanischer Jazzmusiker
- 12. November: Omarion, US-amerikanischer R&B-Sänger und Schauspieler
- 13. November: Menderes Bağcı, deutscher Unterhaltungskünstler
- 14. November: Edita Shain, Schweizer Sängerin
- 14. November: Marija Šerifović, serbische Sängerin
- 15. November: Jakob Kühnemann, deutscher Jazzmusiker
- 16. November: Lylit, österreichische Sängerin, Musikerin und Komponistin
- 20. November: Jeremy Jordan, US-amerikanischer Schauspieler, Musicaldarsteller, Sänger und Musiker

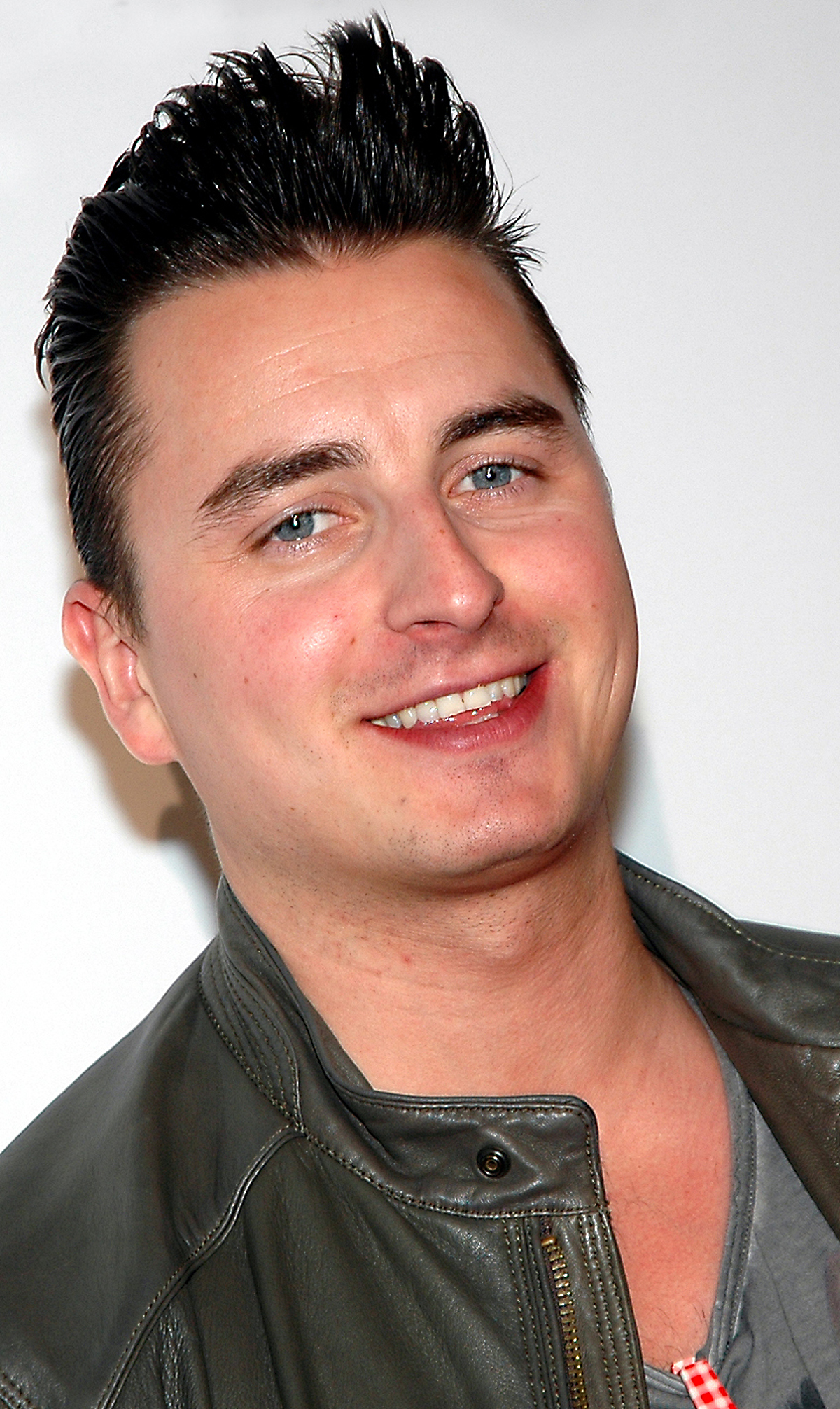
Andreas Gabalier; * 21. November

- 21. November: Andreas Gabalier, österreichischer Sänger
- 21. November: Lindsey Haun, US-amerikanische Schauspielerin, Regisseurin und Sängerin
- 22. November: Scarlett Johansson, US-amerikanisch-dänische Schauspielerin und Sängerin
- 22. November: Yulia Miloslavskaya, deutsche Pianistin
- 23. November: BJ the Chicago Kid, US-amerikanischer R&B-Musiker
- 23. November: Lucas Grabeel, US-amerikanischer Schauspieler, Sänger und Tänzer
- 25. November: Hồ Ngọc Hà, vietnamesische Sängerin, Schauspielerin und Model
- 26. November: Sophie Berner, deutsche Sängerin, Schauspielerin und Musicaldarstellerin
- 27. November: Jon Kristian Fjellestad, norwegischer Organist und Komponist
- 27. November: Sanna Nielsen, schwedische Popsängerin
- 27. November: Meltem Yılmazkaya, türkische Schauspielerin und Sängerin
- 28. November: Damon Daunno, US-amerikanischer Schauspieler, Komponist und Sänger
- 28. November: NMZS, deutscher Rapper († 2013)
- 30. November: Erke Esmahan, kasachische Sängerin und Schauspielerin
- 30. November: Annemie Osborne, luxemburgische Improvisationsmusikerin (Cello)

### Dezember
- 02. Dezember: Anna David, dänische Soul- und R&B-Sängerin
- 03. Dezember: Hind Laroussi, niederländische Sängerin
- 04. Dezember: Hasan Dere, türkischer Schauspieler und Musicaldarsteller
- 04. Dezember: Jelly Roll, US-amerikanischer Sänger, Rapper und Songwriter
- 06. Dezember: Dima Bondarev, ukrainischer Jazzmusiker (Trompete, Komposition)
- 06. Dezember: Christina Daletska, ukrainische Opern- und Konzertsängerin
- 06. Dezember: Pierre Desassis, französischer Saxofonist
- 08. Dezember: Fatoni, deutscher Rapper und Schauspieler
- 08. Dezember: Sam Hunt, US-amerikanischer Country-Sänger und Songschreiber
- 10. Dezember: Caroline von Brünken, deutsche Sängerin, Songwriterin, Gesangslehrerin und Sprecherin
- 14. Dezember: Mike Fuentes, US-amerikanischer Musiker
- 17. Dezember: Mikky Ekko, US-amerikanischer Sänger, Songwriter und Musikproduzent
- 18. Dezember: Julia Holter, US-amerikanische Indie-Electronic-Musikerin
- 21. Dezember: Myvanwy Ella Penny, deutsch-britische Nachwuchs-Violinistin
- 21. Dezember: Mark Pusker, ungarischer Jazzmusiker

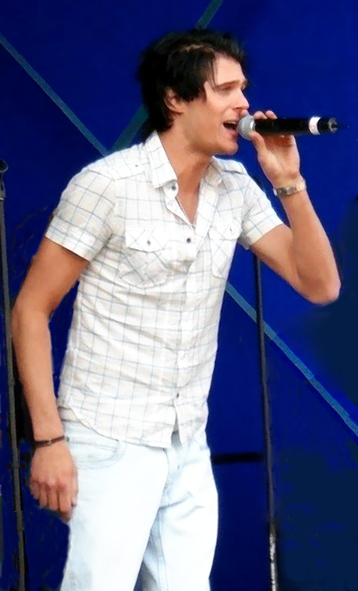
Basshunter; * 22. Dezember

- 22. Dezember: Basshunter, schwedischer Sänger, Musikproduzent und DJ
- 23. Dezember: Belsy, italienische Sängerin des volkstümlichen Schlagers

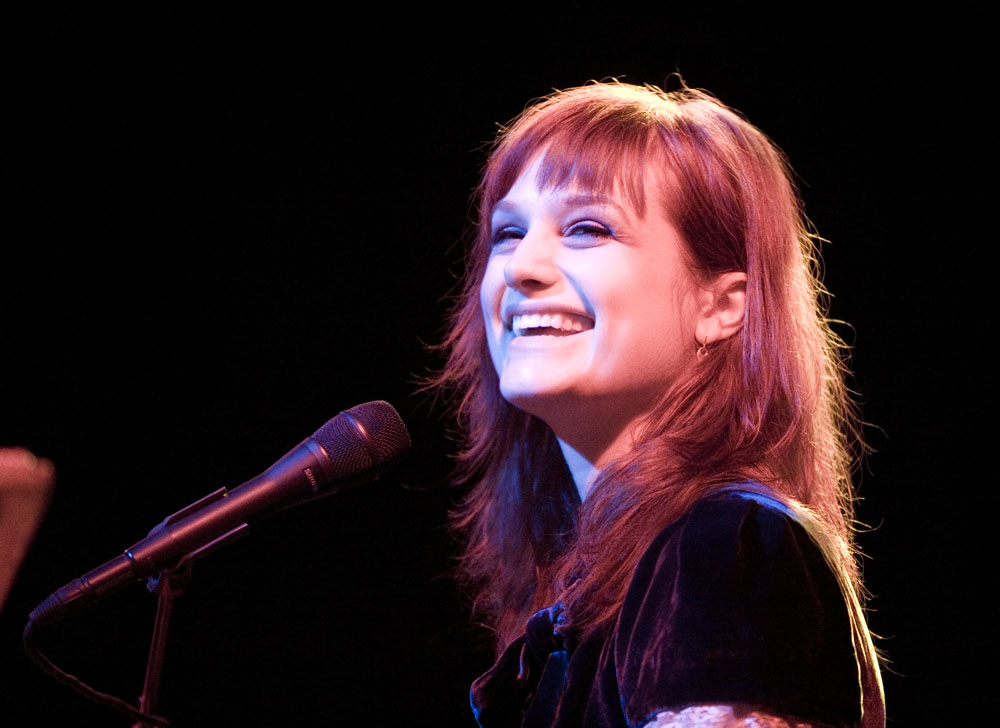
Alison Sudol; * 23. Dezember

- 23. Dezember: Alison Sudol, US-amerikanische Sängerin und Pianistin
- 27. Dezember: Black M, französischer Rapper
- 27. Dezember: Franziska, deutsche Soulsängerin
- 29. Dezember: Marlene Engel, österreichische Musikkuratorin, Kulturmanagerin und Aktivistin
- 29. Dezember: Branden Jacobs-Jenkins, US-amerikanischer Dramatiker
- 30. Dezember: Andra Day, US-amerikanische Soul- und R&B-Sängerin

### Genaues Geburtsdatum unbekannt
- Sakina Abdou, französische Jazz- und Improvisationsmusikerin
- Sonia Achkar, deutsche Pianistin und Hochschullehrerin für Klavier und Klavierkammermusik
- Sean Ali, US-amerikanischer Jazz- und Improvisationsmusiker
- Amoc, finnischer Rapper
- Ana Ann, ehemalige britische Popsängerin
- Juliette Armanet, französische Sängerin
- Daniel Austrich, russischer Geiger
- Britta Arnold, Berliner Techno-DJ und Musikproduzentin
- Daniel Austrich, russischer Geiger, Bratschist, Pädagoge, und Dirigent
- Manuela Bäcker, deutsche Sängerin, Schauspielerin und Sprecherin
- Igor Bakan, litauischer Opernsänger
- Michał Barański, polnischer Jazzmusiker
- Cico Beck, deutscher Musiker
- Ben l’Oncle Soul, französischer Soulsänger und Songwriter
- Noah Bendix-Balgley, US-amerikanischer Geiger
- Florian Benfer, deutscher Dirigent und Chorleiter
- Florian Bergmann, deutscher Jazz- und Improvisationsmusiker
- Martina Berther, Schweizer Fusion- und Improvisationsmusikerin
- Big J, österreichischer Rapper
- Fridolin Blumer, Schweizer Jazz- und Improvisationsmusiker
- Simon Bode, deutscher Opernsänger (Tenor)
- Itamar Borochov, israelischer Jazzmusiker
- Johannes Böhmer, deutscher Jazzmusiker (Trompete, Komposition)
- Lorna Bracewell, US-amerikanische Singer-Songwriterin und Gitarristin
- Elisabeth Breuer, österreichische Opernsängerin
- Andreas Burkhart, deutscher Konzert- und Liedsänger
- Friederike Butzengeiger, deutsche Theaterschauspielerin und Sängerin
- Morena Camilleri, maltesische Sängerin
- Eliot Cardinaux, US-amerikanischer Jazz- und Improvisationsmusiker und Dichter
- Kobe Van Cauwenberghe, belgischer Gitarrist
- Kathrin Christians, deutsche Querflötistin
- Daniel Cohen, international tätiger israelischer Dirigent, Violinist und Generalmusikdirektor
- Silvia Costa, italienische Regisseurin und Bühnenbildnerin
- Christina Courtin, US-amerikanische Geigerin und Singer-Songwriterin
- Tomasz Dąbrowski, polnischer Jazztrompeter
- Johannes Dickbauer, österreichischer Geiger und Komponist
- Julia Dippel, deutsche Regisseurin, Autorin und Sängerin
- Betty Dittrich, schwedische Popsängerin und Songwriterin
- DJ Aaron, deutscher DJ und Partyschlagersänger
- Eliza Douglas, US-amerikanische Malerin, Konzeptkünstlerin, Musikerin und Performerin
- Dr. Knarf, deutscher Rapmusiker und Musikproduzent
- Lindsay Dracass, englische Popsängerin
- Nina Dragičević, slowenische Dichterin, Schriftstellerin, Komponistin und Soziologin
- Florian Drexler, österreichischer Schauspieler, Regisseur, Musiker und Theaterpädagoge
- Mariko Ebralidse, georgische Jazz-Sängerin
- Anne Efternøler, dänische Jazz- und Improvisationsmusikerin (Trompete)
- Adrián Enríquez, argentinischer Tangomusiker
- Hendrika Entzian, deutsche Jazzmusikerin
- Joel Fry, britischer Schauspieler und Musiker
- Helmut Fuchs, österreichischer Trompeter
- Virginia Genta, italienische Improvisationsmusikerin (Saxophone, weitere Instrumente)
- Ganesh Geymeier, Schweizer Jazzmusiker mit indischen Wurzeln
- Boris Giltburg, israelischer Pianist
- Daniel Glatzel, deutscher Musiker
- Theresa Grabner, österreichische Opern-, Operetten-, Oratorien-, Lied- und Konzertsängerin
- Rosanna Grüter, Schweizer Medien-Produzentin, Moderatorin, Journalistin und DJ
- Stefan Johannes Hanke, deutscher Komponist
- Sarah Hudson, US-amerikanische Popsängerin
- Praxedis Geneviève Hug, Schweizer Pianistin
- Jori Huhtala, finnischer Kontrabassist und Komponist
- Shabaka Hutchings, britischer Jazzmusiker
- Marilies Jagsch, österreichische Musikerin und Sängerin
- Naïssam Jalal, französische Flötistin und Komponistin
- Thomas Jung, deutscher Dirigent
- Michaela Káčerková, tschechische Organistin
- Johannes Kemetter, österreichischer Schauspieler und Sänger
- Hannah Kendall, britische Komponistin
- Clemens Kerschbaumer, österreichischer Opernsänger
- Martin Kirchharz, deutscher Dirigent, Musikpädagoge und Arrangeur
- Joseph Kuipers, US-amerikanischer Cellist und Musikpädagoge
- Hanne Lippard, britische Performance- und Klangkünstlerin
- Kalevi Louhivuori, finnischer Jazzmusiker (Trompete, Komposition)
- Sophia Maeno, deutsche Opernsängerin (Mezzosopran)
- Diego Manuschevich, chilenischer Jazzmusiker
- Johannes Seokhoon Moon, südkoreanischer Opernsänger
- Thomas Mühlhoff, deutscher Musiker, Produzent, Unternehmer und Autor
- Adrian Myhr, norwegischer Jazzmusiker (Kontrabass)
- NTO, französischer Musikproduzent
- Judith Peres, deutsche Schauspielerin, Musicaldarstellerin, Operettensängerin und Synchronsprecherin
- Antti Pussinen, finnischer bildender Künstler und Klangkünstler
- David Rynkowski, deutscher Fusionmusiker (Gesang, Piano, Komposition)
- Benjamin Sauzereau, französischer Musiker (Gitarre, Komposition)
- Donni Schoenemond, deutscher Filmemacher, Musiker und Kameramann
- Jennifer Serrano, spanische Popsängerin
- Andrey Shabashev, russischer Jazzmusiker
- Marie Smolka, tschechische Opern- und Konzertsängerin
- Fidi Steinbeck, deutsche Singer-Songwriterin und Cellistin
- Sæunn Þorsteinsdóttir, US-amerikanische Cellistin isländischer Herkunft
- Omar Tomasoni, italienischer Trompeter
- Kenny Warren, US-amerikanischer Jazzmusiker
- Johannes Winkler, deutscher Komponist für Neue Musik, Medienkünstler, Konzeptentwickler und Influencer
- Magdalena Zorn, deutsche Musikwissenschaftlerin und Hochschullehrerin

### Geboren um 1984
- Haggai Cohen-Milo, israelischer Jazzmusiker
- Lisa Dowling, australische Improvisationsmusikerin (Bass, Komposition)
- Kezia Gill, britische Sängerin und Songwriterin
- Alexandra Ivanova, russische Konzertpianistin und Cembalistin
- Christoph Mallinger, österreichischer Jazzmusiker

## Gestorben

### Januar
- 01. Januar: Alexis Korner, englischer Blues-Musiker (* 1928)
- 07. Januar: Albert Seay, US-amerikanischer Musikwissenschaftler (* 1916)
- 10. Januar: Thore Jederby, schwedischer Jazzmusiker (* 1913)
- 11. Januar: Jenő Beamter, ungarischer Jazzmusiker (* 1912)
- 17. Januar: Robert Pikler, australischer Geiger, Bratschist, Dirigent und Musikpädagoge ungarischer Herkunft (* 1909)
- 18. Januar: Vassilis Tsitsanis, griechischer Sänger, Komponist und Bouzouki-Virtuose (* 1915)
- 21. Januar: Jackie Wilson, Rhythm-and-Blues- und Soul-Sänger (* 1934)
- 22. Januar: Ronald Kinloch Anderson, schottischer Pianist, Musikpädagoge und Musikproduzent (* 1911)
- 23. Januar: Samuel Gardner, US-amerikanischer Komponist und Violinist (* 1891)
- 28. Januar: Al Dexter, US-amerikanischer Country-Musiker und Songwriter (* 1905)
- 30. Januar: Luke Kelly, irischer Sänger und Banjo-Spieler (* 1940)
- 00. Januar: Benny Thomasson, US-amerikanischer Fiddlespieler (* 1909)

### Februar
- 05. Februar: Tiny Powell, US-amerikanischer Gospel- und Bluessänger (* 1922)
- 15. Februar: Ethel Merman, US-amerikanische Schauspielerin und Sängerin (* 1908)
- 19. Februar: Waldemar Bloch, österreichischer Komponist, Pianist und Musikpädagoge (* 1906)
- 20. Februar: Fikrət Əmirov, aserbaidschanischer Komponist (* 1922)
- 27. Februar: Michał Kondracki, polnischer Komponist (* 1902)

### März
- 03. März: Roy Hall, US-amerikanischer Pianist, Country- und Rockabilly-Musiker (* 1922)
- 04. März: Julio Ahumada, argentinischer Bandoneonist, Tangokomponist und Bandleader (* 1916)
- 06. März: Pierre Eugène Charles Cochereau, französischer Komponist, Organist und Musikpädagoge (* 1924)
- 08. März: Helena Cortesina, spanische Tänzerin, Schauspielerin und Regisseurin (* 1903)
- 09. März: Imogen Holst, englische Musikschriftstellerin, Komponistin und Dirigentin (* 1907)
- 10. März: José Canet, argentinischer Tangogitarrist, Bandleader, Komponist und Textdichter (* 1915)
- 16. März: Evencio Castellanos, venezolanischer Komponist, Pianist und Musikpädagoge (* 1915)
- 17. März: Luis Brighenti, argentinischer Tangopianist, Komponist und Bandleader (* 1906)
- 19. März: Réal Gagnier, kanadischer Oboist und Musikpädagoge (* 1905)
- 19. März: Nakanoshima Kin’ichi, japanischer Komponist (* 1904)
- 25. März: Jack Groob, kanadischer Geiger und Dirigent (* 1920)
- 29. März: Benedetto Mazzacurati, italienischer Violoncellist und Komponist (* 1898)

### April

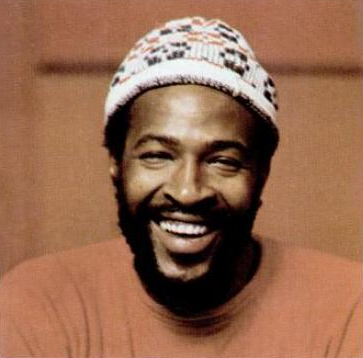
Marvin Gaye; † 1. April

- 01. April: Marvin Gaye, US-amerikanischer Soul- und R&B-Sänger (* 1939)
- 05. April: Fritz Wurlitzer, deutscher Klarinettenbaumeister (* 1888)
- 06. April: Jimmy Kennedy, nordirischer Liedtexter (* 1902)
- 11. April: Fritz Rotter, österreichischer Autor und Komponist (* 1900)
- 13. April: Ralph Kirkpatrick, US-amerikanischer Cembalist (* 1911)
- 17. April: Víctor Balaguer, spanischer Sänger (* 1921)
- 19. April: Gustav Scheck, deutscher Flötist und von 1946 bis 1964 Direktor der Musikhochschule Freiburg (* 1901)
- 23. April: Juan Tizol, Musiker (* 1900)

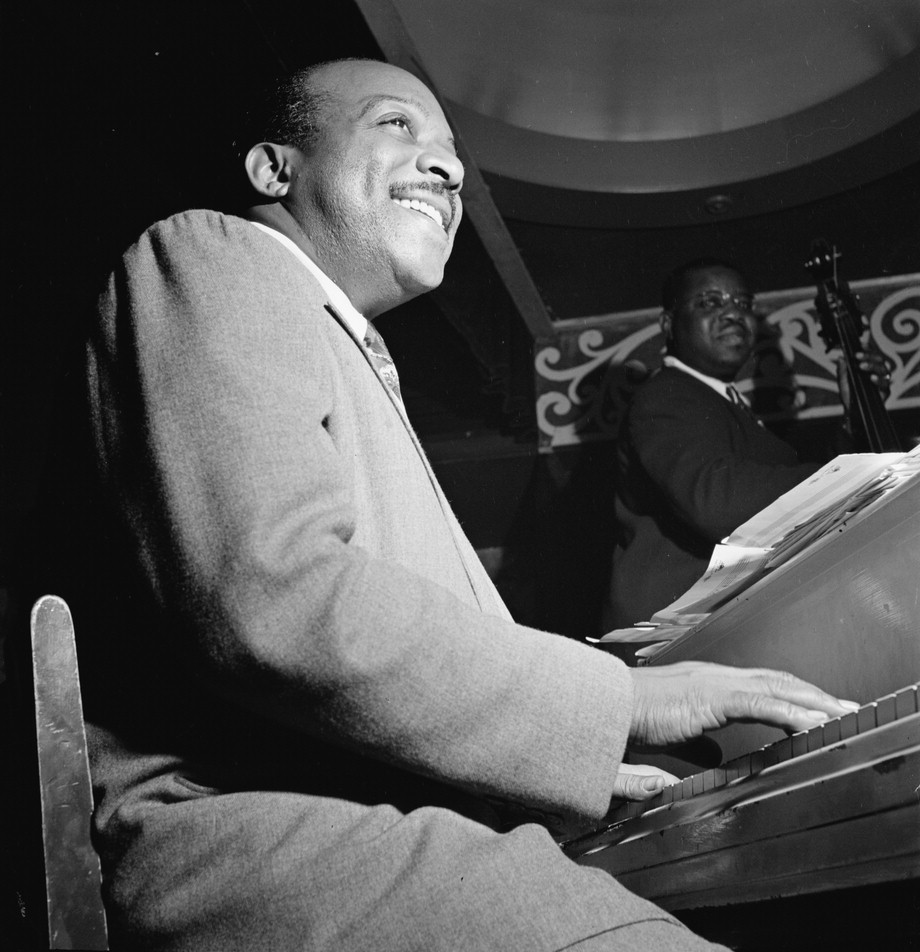
Count Basie; † 26. April

- 26. April: Count Basie, US-amerikanischer Jazz-Pianist, Organist und Bandleader (* 1904)

### Mai
- 01. Mai: Gordon Jenkins, US-amerikanischer Musiker (* 1910)
- 03. Mai: Joseph Calvet, französischer Geiger (* 1897)
- 11. Mai: Stanislav Šebek, tschechischer Komponist und Musikpädagoge (* 1925)
- 15. Mai: William Greihs, deutscher Dirigent, Komponist und Musiker (* 1905)
- 22. Mai: Mimi Balkanska, bulgarische Operetten- und Opernsängerin (* 1902)
- 27. Mai: Michael Raucheisen, deutscher Pianist (* 1889)
- 28. Mai: Marco Tulio Maristany, venezolanischer Sänger (* 1916)
- 28. Mai: Roméo Mastrocola, kanadischer Geiger (* 1914)
- 31. Mai: Manuel Enrique Pérez Díaz, venezolanischer Gitarrist, Komponist und Musikpädagoge (* 1911)

### Juni
- 08. Juni: Gordon Jacob, Klassischer Komponist, Dirigent, Arrangeur und Musiklehrer (* 1895)
- 19. Juni: Wladimir Rudolfowitsch Vogel, russischer Komponist Klassischer Musik (* 1896)
- 20. Juni: Hans Studer, Schweizer Komponist, Chorleiter und Organist (* 1911)
- 22. Juni: Gerhard Frommel, deutscher Komponist und Musikpädagoge (* 1906)
- 22. Juni: Chocolate Williams, US-amerikanischer Jazzmusiker (Kontrabass, Gesang) (* 1916)
- 26. Juni: Albert Dailey, US-amerikanischer Jazzpianist (* 1939)
- 29. Juni: Herbert Rosenberg, deutsch-dänischer Musikwissenschaftler (* 1904)

### Juli
- 05. Juli: Don Elliott, US-amerikanischer Jazz-Trompeter, Flügelhornist, Vibraphonist, Sänger, Mellophonspieler, Komponist, Arrangeur und Produzent (* 1926)
- 08. Juli: Reginald Stewart, kanadischer Dirigent, Pianist und Musikpädagoge (* 1900)
- 09. Juli: Randall Thompson, US-amerikanischer Komponist und Musikpädagoge (* 1899)
- 16. Juli: Camille Bernard, kanadische Sängerin, Lehrerin und Schauspielerin (* 1898)
- 19. Juli: Ernesto Famá, argentinischer Tangosänger und -komponist (* 1908)
- 20. Juli: Gail Kubik, US-amerikanischer Komponist, Geiger und Musikpädagoge (* 1914)
- 21. Juli: Horst Schneider, deutscher Organist und Orgelsachverständiger (* 1894)

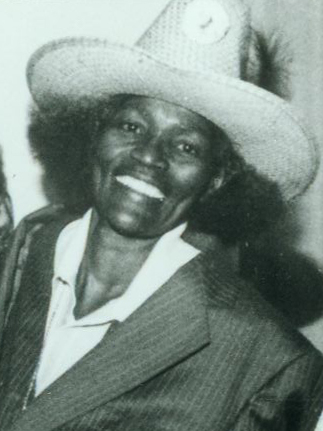
Big Mama Thornton; † 25. Juli

- 25. Juli: Big Mama Thornton, US-amerikanische Bluessängerin (* 1926)

### August
- 02. August: Knyaz Hacıbəyov, aserbaidschanischer Dirigent (* 1912)
- 03. August: Walter Faith, deutscher Pianist und Komponist (* 1921)
- 05. August: Tuts Washington, US-amerikanischer Blues-Pianist (* 1907)
- 07. August: Ann Christy, belgische Sängerin (* 1945)
- 11. August: Percy Mayfield, US-amerikanischer Blues-Musiker (* 1920)
- 16. August: György Kósa, ungarischer Komponist (* 1897)
- 17. August: Hammie Nixon, US-amerikanischer Blues-Musiker (* 1908)
- 18. August: Jolantha Waghalter, deutsch-peruanische Geigerin (* 1912)
- 22. August: Franz Krause, deutscher Jurist und Komponist (* 1889)
- 22. August: Charles Whittenberg, US-amerikanischer Komponist und Musikpädagoge (* 1927)
- 23. August: Antonio Maida, argentinischer Tangosänger (* 1913)
- 30. August: John O. Aalberg, US-amerikanischer Film- und Tontechniker (* 1897)

### September
- 01. September: Hans Pezold, deutscher Musikwissenschaftler und Hochschullehrer (* 1901)
- 03. September: Dora Labbette, englische Sängerin (* 1898)
- 06. September: Ernest Tubb, US-amerikanischer Country-Sänger (* 1914)
- 07. September: Frédéric Adam, französischer Organist, Komponist, Dirigent und Operndirektor (* 1904)
- 09. September: Manuel Valls i Gorina, katalanischer Komponist und Musikwissenschaftler (* 1920)
- 19. September: Ève Gagnier, kanadische Sopranistin und Schauspielerin (* 1930)
- 24. September: Domenico De’ Paoli, italienischer Musikwissenschaftler, Musikkritiker und Komponist (* 1894)
- 29. September: Wilhelm Adams, deutscher Dirigent, Chorleiter und Komponist (* 1896)

### Oktober
- 04. Oktober: Gerda Weneskoski, finnische Pianistin und Musikpädagogin (* 1892)
- 05. Oktober: Karl Pfannhauser, österreichischer Musikwissenschaftler (* 1911)
- 08. Oktober: Françoise Aubut, kanadische Organistin und Musikpädagogin (* 1922)
- 08. Oktober: Maimi von Mirbach, deutsche Cellistin und Mitglied der Bekennenden Kirche (* 1899)
- 12. Oktober: Jesús María Sanromá, puerto-ricanischer Pianist und Musikpädagoge (* 1903)
- 16. Oktober: Rosita Quiroga, argentinische Tangosängerin, -dichterin und -komponistin (* 1896)
- 17. Oktober: Georges Thill, französischer Operntenor (* 1897)
- 18. Oktober: Károly Garaguly, ungarischer Violinist und Dirigent (* 1900)
- 19. Oktober: Eugene „Buddy“ Moss, US-amerikanischer Blues-Gitarrist, Mundharmonikaspieler und Sänger (* 1914)
- 19. Oktober: Gramatik, in den Vereinigten Staaten lebender slowenischer DJ und Musikproduzent
- 20. Oktober: Budd Johnson, US-amerikanischer Jazz-Saxophonist, Klarinettist und Arrangeur (* 1910)
- 21. Oktober: Dalibor Vačkář, tschechischer Komponist (* 1906)
- 22. Oktober: Harold L. Walters, US-amerikanischer Komponist (* 1918)
- 24. Oktober: Walter Woolf King, US-amerikanischer Schauspieler und Sänger (* 1899)

### November
- 01. November: Marcel Moyse, französischer Flötist (* 1889)
- 04. November: Jane Evrard, französische Dirigentin (* 1893)
- 04. November: Adam Grahn, schwedischer Rocksänger, Songwriter und Gitarrist
- 08. November: Collin Walcott, US-amerikanischer Perkussionist und Sitarspieler (* 1945)
- 13. November: Bärbel Wachholz, deutsche Sängerin (* 1938)
- 15. November: James Henry Fields, US-amerikanischer Pianist (* 1948)
- 16. November: Leonard Rose, US-amerikanischer Cellist (* 1918)
- 17. November: Jan Novák, tschechischer Komponist (* 1921)
- 18. November: Osvaldo Nicolás Fresedo, argentinischer Musiker, Arrangeur, Bandleader, Komponist und Texter (* 1897)
- 20. November: Alexander Moyzes, slowakischer Komponist (* 1906)
- 20. November: Timo Mustakallio, finnischer Opernsänger und Festspielleiter (* 1929)
- 24. November: Godfrey Ridout, kanadischer Komponist und Musikpädagoge (* 1918)
- 29. November: Giulio Viozzi, italienischer Komponist, Pianist und Musikpädagoge (* 1912)

### Dezember
- 07. Dezember: Jon B. Higgins, US-amerikanischer Musikwissenschaftler und -pädagoge und Sänger (* 1936)
- 08. Dezember: Rollie Culver, US-amerikanischer Jazzmusiker (Schlagzeug) (* 1908)
- 15. Dezember: Lino Gutiérrez, venezolanischer Komponist, Musiker und Musikpädagoge (* 1876)
- 18. Dezember: Feike Pieter Asma, niederländischer Organist, Dirigent und Komponist (* 1912)
- 27. Dezember: Kurt Petermann, deutscher Musik- und Tanzwissenschaftler (* 1930)
- 31. Dezember: Warren Thew, US-amerikanisch-schweizerischer Pianist, Komponist, Lyriker und Zeichner (* 1927)

### Genaues Todesdatum unbekannt
- Yvonne Bovard, Schweizer Musikerin und Kommunistin (* 1902)
- Chris Dafeff, kanadischer Geiger, Chorleiter und Musikpädagoge (* 1894)
- Alfonso de Elías, mexikanischer Komponist (* 1902)
- Mario Escobar, chilenischer Tenorsaxophonist (* 1916)
- Rafael Ignacio, dominikanischer Komponist (* 1897)
- Denise Letourneur, Schweizer Musikerin (* 1923)

### Gestorben um 1984
- Dietrich Thoms, deutscher Schauspieler und Opernsänger (* 1924)